# قلعة أربيل
قلعة أربيل هي قلعة وحصن أثري تقع فوق تل ومركز مدينة أربيل في كردستان العراق. وهي بمثابة مركز مدينة أربيل التاريخي في إقليم كردستان العراق. أُدرجت القلعة على قائمة التراث العالمي منذ 21 يونيو 2014.
يعود أقدم دليل على احتلال الإنسان لقلعة أربيل إلى الألفية الخامسة قبل الميلاد وربما قبل ذلك. وقد ظهر هذا الدليل لأول مرة في المصادر التاريخية في ألواح إيبلا حوالي عام 2000 قبل الميلاد، واكتسبت أهمية خاصة خلال العصر الآشوري الحديث. أصبحت أربيل مركزا هاما للمسيحية خلال الفترة الساسانية والخلافة العباسية، لكن أهميتها تراجعت بعد أن استولى المغول على القلعة عام 1258.
خلال القرن العشرين، طرأ تعديل على البنية الحضرية، مما أدى إلى تدمير عدد من المنازل والمباني العامة. في عام 2007، تأسست الهيئة العليا لإعادة إحياء قلعة أربيل للإشراف على ترميم القلعة، وفي نفس العام أُجلي جميع السكان باستثناء عائلة واحدة من القلعة كجزء من مشروع ترميم كبير، ومنذ ذلك الحين، نفذت أعمال البحث والترميم الأثرية في التل وما حوله من قبل فرق دولية مختلفة وبالتعاون مع متخصصين محليين، وتخطط الحكومة لاستضافة 50 عائلة في القلعة بمجرد تجديدها.
تمتد المباني الموجودة أعلى التل على مساحة بيضاوية تقريبًا تبلغ 430 × 340 مترًا (1410 قدمًا × 1120 قدمًا) وتحتل مساحة 102000 متر مربع (1100000 قدم مربع). الهيكل الديني الوحيد الباقي هو مسجد الملا أفندي. يرتفع التل ما بين 25 و32 مترًا (82 و105 قدمًا) عن السهل المحيط به. عندما احتلت القلعة بالكامل، تم تقسيمها إلى ثلاث مناطق أو المحلات (من الشرق إلى الغرب) كما يلي: السراي، والتكية، والتوبخانة. كانت تسكن السراي عائلات بارزة، في حين سميت منطقة التكية على اسم بيوت الدراويش المعروفة بالتكياس، أما منطقة توبخانة فكانت موطنًا للحرفيين والمزارعين.

## التاريخ

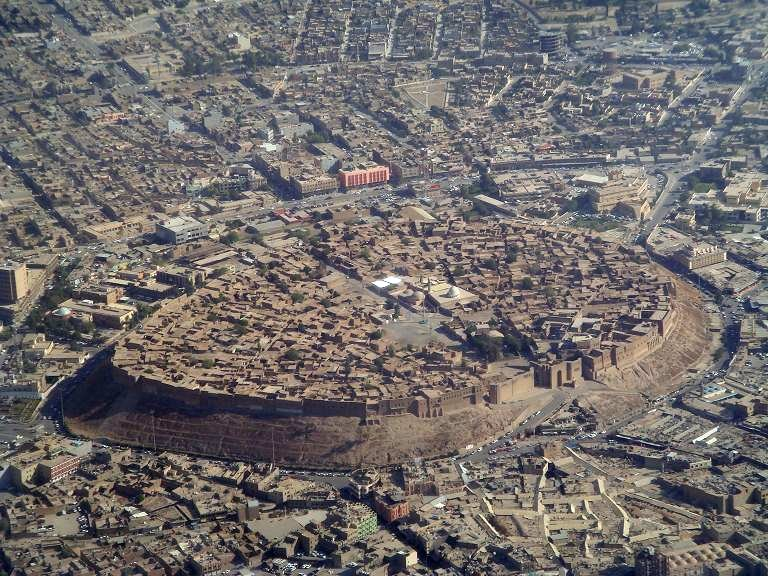
منظر عام لقلعة اربيل

### عصور ما قبل التاريخ
ربما يعود تاريخ موقع القلعة إلى وقت مبكر قد يعود إلى العصر الحجري الحديث حيث عُثرت على أجزاء من الفخار يرجع تاريخها إلى تلك الفترة على سفوح التل. وهو دليل واضح على الاستيطان السكاني ويأتي من العصر الحجري النحاسي مع شقف تشبه الفخار في فترتي العبيد وأوروك في الجزيرة وجنوب شرق الأناضول على التوالي. بالنظر إلى هذا الدليل على الاستيطان المبكر، فقد سميت القلعة أقدم موقع مأهول باستمرار في العالم.

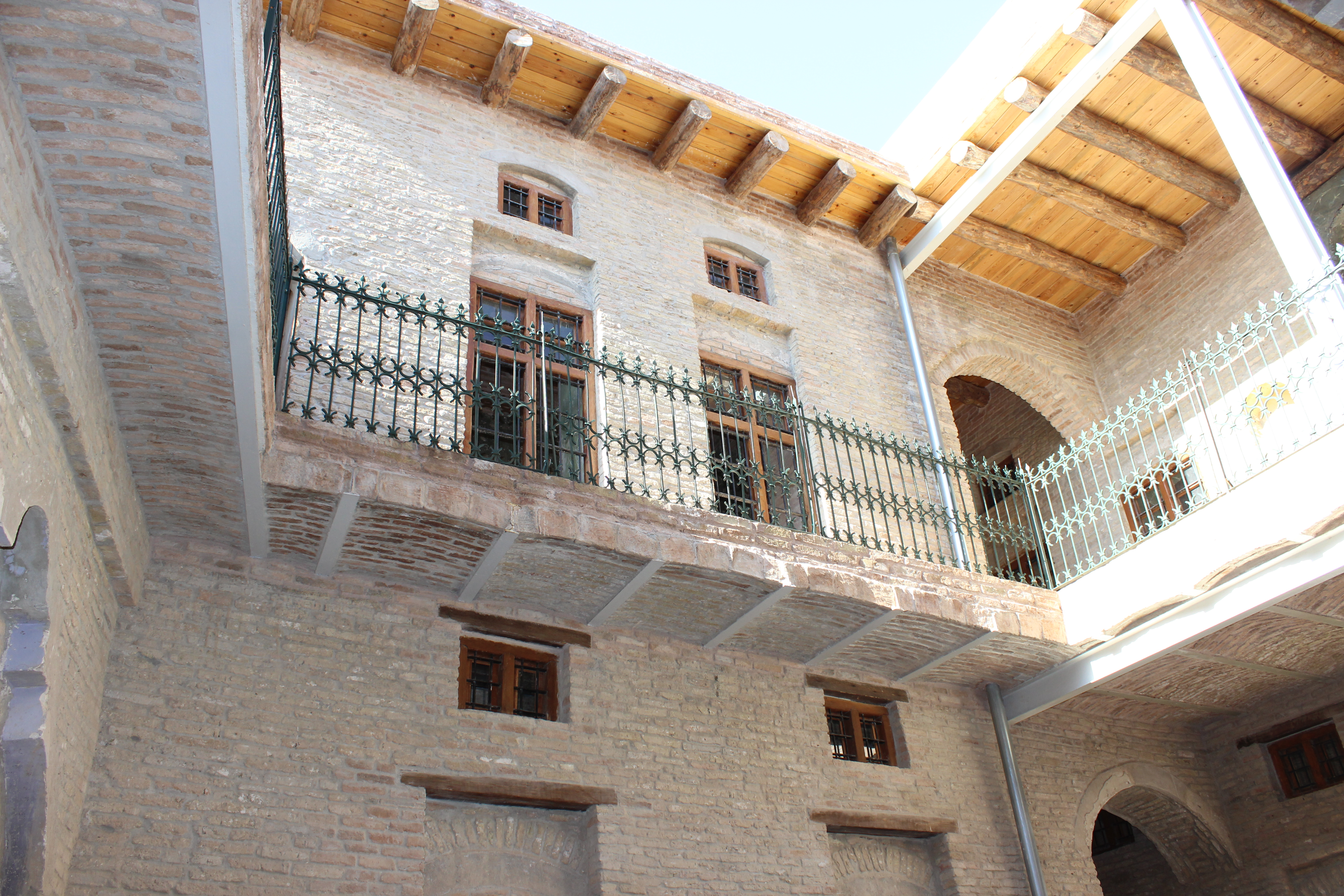
بيت تراثي في قلعة اربيل

### أقدم السجلات التاريخية
ظهرت أربيل لأول مرة في المصادر الأدبية حوالي 2300 قبل الميلاد في أرشيف إبلا. وفقًا لـ جوفاني بيتيناتو، فهو مذكور في لوحين باسم «أربيلوم».
كانت المدينة في البداية تحت السيطرة السومرية إلى حد كبير من 3000 ق م، حتى ظهور الإمبراطورية الأكادية (2335-2154 ق م) التي وحدت الأكاديين والسومريين في بلاد ما بين النهرين تحت حكم واحد.
في وقت لاحق استولى إريدوبيزير، ملك جوتيوم على المدينة في عام 2200 قبل الميلاد، والذين يعتبرون من أسلاف الكُرد.
في نهاية الألفية الثالثة قبل الميلاد، ورد ذكر أربيل في السجلات التاريخية لفترة أور الثالثة باسم «أوربيلوم». دمر الملك شولجي أوربيلوم في عام حكمه الثالث والأربعين وفي عهد خليفته أمار سين دُمجت أوربيلوم في ولاية أور الثالثة. في القرن الثامن عشر قبل الميلاد، ظهرت أربيل في قائمة المدن التي احتلها شمشي أدد الأول من بلاد ما بين النهرين العليا ودادوشا من إشنونة خلال حملتهم ضد أرض قبرا. نصب شمشي أدد حاميات في جميع مدن أرض أربيل.  خلال الألفية الثانية قبل الميلاد، دُمجت أربيل في آشور. كانت أربيل بمثابة نقطة انطلاق للحملات العسكرية باتجاه الشرق.
بعد نهاية الإمبراطورية الآشورية سيطر الميديون على أربيل أولاً ثم تم دمجها في الإمبراطورية الأخمينية قبل أن تصبح جزءًا من إمبراطورية الإسكندر الأكبر بعد معركة غوغميلا التي دارت بالقرب من أربيل عام 331 قبل الميلاد. في وقت لاحق، بعد تقسيم الإسكندر الأكبر من قبل جنرالاته (المعروف باسم ديادوتشوي)، سميت المدينة بأرابيلا أو أربيلا وكانت جزءًا من مملكة الهلنستية السلوقية.  قاتلت الإمبراطورية الرومانية والفرثية للسيطرة على أربيل، أو أربيرا كما كانت تُعرف في تلك الفترة. أصبحت أربيلا مركزًا مسيحيًا مهمًا. خلال الفترة الساسانية، كانت أربيل مقر المرزبان (المحافظ). في عام 340 بعد الميلاد تعرض المسيحيون في أربيل للاضطهاد وفي عام 358 استشهد المحافظ بعد أن اعتنق المسيحية. تأسست مدرسة نسطورية في أربيل من قبل مدرسة نصيبين في c. 521. خلال هذه الفترة كانت أربيل أيضًا موقعًا لمعبد النار الزرادشتية.

### الفتح الإسلامي إلى العثمانيين
استولى المسلمون على أربيل في القرن السابع. ظلت مركزًا مسيحيًا مهمًا حتى القرن التاسع، عندما نقل أسقف أربيل مقعده إلى الموصل.  في منتصف القرن العاشر خضعت أربيل لحكم الكرد الهذبانيون حتى احتلها السلاجقة عام 1063. من النصف الأول من القرن الثاني عشر حتى عام 1233، كانت أربيل مقراً للبيغتينيون سلالة التي برزت في عهد الزنكي، وفي عام 1183 تحول حاكم أربيل زين الدين يوسف إلى جانب السلطنة الأيوبية. في عام 1190 عندما توفي زين الدين يوسف أصبح شقيقه الأكبر مظفر الدين كوكبوري الذي كان محافظًا ل الرها سابقًا الحاكم الجديد لأربيل، الذي أنشأ بلدة منخفضة حول المدينة على تل القلعة وأسس المستشفيات والمدارس.  توفي كوكبوري في عام 1233 دون وريث وانتقلت السيطرة على أربيل إلى الخليفة العباسي المستنصر بعد أن حاصر المدينة.
قال المؤرخ شهاب الدين أبو عبد الله ياقوت بن عبد الله الحَمَوي (574 - 626 هـ) في كتابهِ (معجم البلدان)، عن وصف أربيل وقلعتها: أن أربيل هي قلعة ومدينة في فضاء واسع من الأرض أصبحت القلعة مقراً للأمير الأتابكي سنة 539هـ.
بعد معركة جالديران عام 1514 أصبحت أربيل تحت إمارة سوران الكردية وهي إمارة شبه مستقلة تحت حكم العثمانيين. في القرن الثامن عشر استولى إمارة بابان وهي إمارة كردية أيضًا على المدينة ولكن استعادها حاكم سوران الأمير محمد الرواندزي في عام 1822 واستمرت إمارة سوران في الحكم على أربيل حتى تم الاستيلاء عليها من قبل العثمانيين عام 1851 أصبحت أربيل جزءًا من ولاية الموصل في الدولة العثمانية حتى الحرب العالمية الأولى، عندما هزم العثمانيون وحلفاؤهم الكرد على يد الإمبراطورية البريطانية كان عدد سكان المدينة حوالي 3200 نسمة بما في ذلك أقلية يهودية.

## وصف القلعة

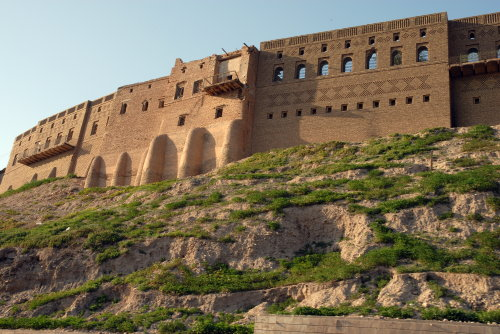
قلعة أربيل

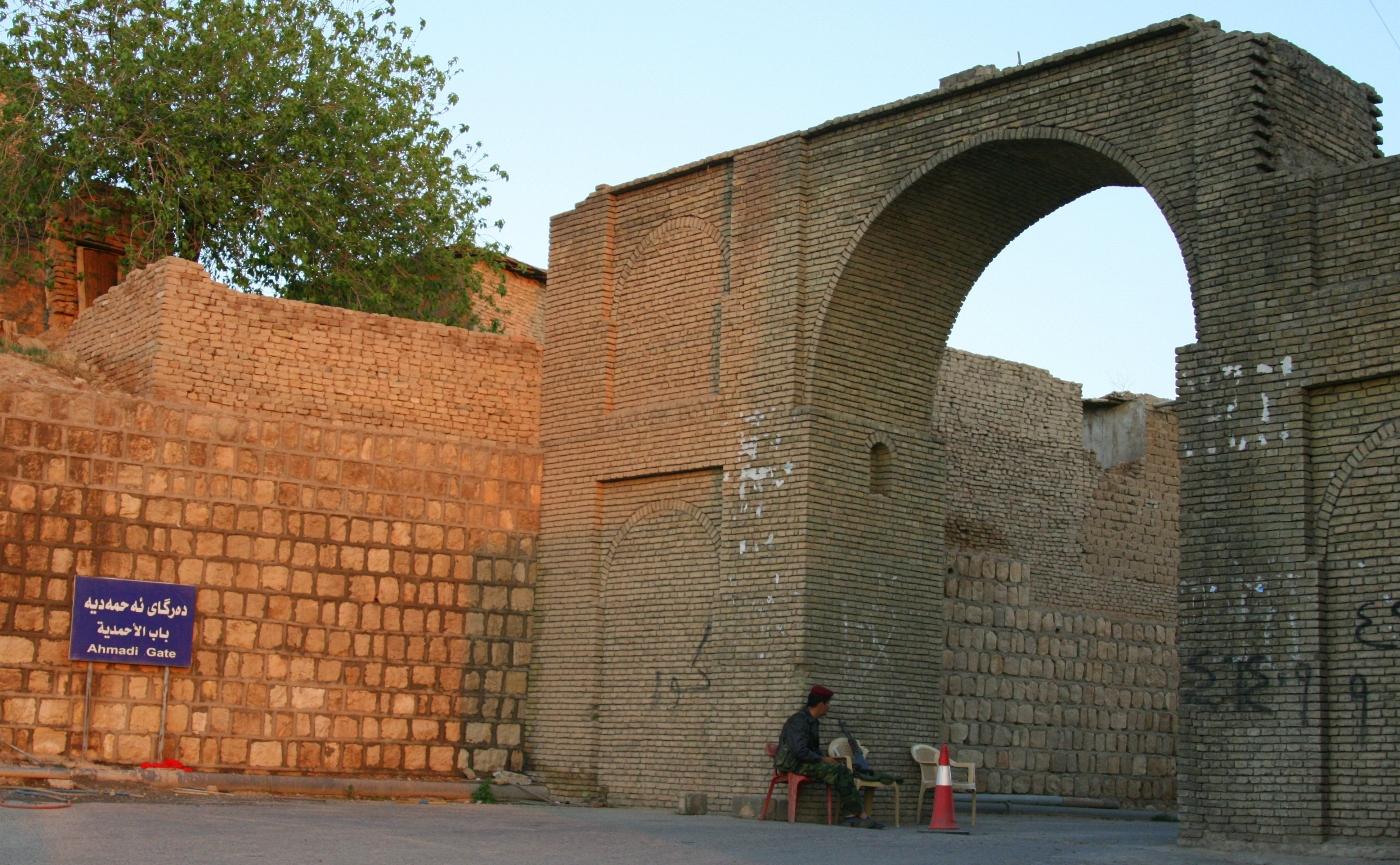
سمي باب الأحمدية نسبة إلى أحمد عثمان، وهو أحد بابي قلعة أربيل. بني الباب عندما كان أحمد عثمان متصرفا لأربيل

ولقد أصبحت قلعة أربيل جزءاً من التراث العالمي بقرار من منظمة اليونسكو التابعة للأمم المتحدة وهي تشهد حالياً أعمال ترميم واسعة.
في قلب مدينة أربيل، في إقليم كردستان العراق، تقع تلة قديمة يبلغ ارتفاعها ما بين 25 إلى 30 مترا فوق سطح الأرض. على قمة هذه التلة تقع واحدة من أقدم المدن في العالم. والمعروفة باسم قلعة أربيل.
تبلغ مساحة هذه المدينة المحصنة 102 ألف متر مربع، وتقع في منطقة شهدت احتلالا مستمراً منذ ما لا يقل عن 5 آلاف سنة قبل الميلاد.
اللون الأصفر الرصاصي للقلعة والجدار المحصن المحيط بها يمنحها مشهدا فريداً في منطقة الشرق الأوسط.
تضم التلة المحصنة حوالي 100 منزل تقليدي تم بناؤها متجاورة فيما بعضها لتشكل جدارا محصنا يشبه إلى حد الكبير القلاع المحصنة في العصور الوسطى ويمكن الوصول إليها من خلال متاهة من الأزقة الضيقة. كما تضم التلة ثلاثة سلالم على منحدراتها الشمالية والشرقية والجنوبية، تؤدي إلى أبواب المنازل الخارجية المبنية على الحافة. في الأصل، لم يكن هناك سوى منحدر واحد هو المنحدر الجنوبي الذي يطل على بوابة ضخمة مقوسة تؤدي إلى ساحة صغيرة مفتوحة، والتي بدورها تؤدي إلى أربعة أزقة رئيسية متشعبة في كل الاتجاهات مثل أغصان الشجرة.
رغم صغر حجمها، قسمت القلعة إلى ثلاث مناطق هي سراي والتكية وطوبخانة الگورانین. احتلت العائلات الكبيرة والبارزة منطقة السراي، وخصصت منطقة التكية لمنازل الدراويش، ويعيش في طوبخانة الحرفيون والمزارعون.
خلال عقد العشرينات من القرن العشرين، كان هناك حوالي 500 منزل داخل القلعة واكثرهم من عشيرة الگوران. وبدأ عدد السكان ينخفض تدريجيا خلال القرن العشرين عندما انتقل السكان الأكثر ثراء للعيش خارج القلعة في منازل أكبر بها حدائق. وفقا لتعداد عام 1995، بلغ عدد سكان القلعة 1600 نسمة يعيشون في 247 منزلا.
وقد اعترفت حكومة إقليم كردستان بأهمية القلعة التاريخية، وهي تعمل حاليا مع منظمة اليونسكو لحماية وصيانة هذه الجوهرة المعمارية. ففي عام 2007، رحل سكان القلعة لبدء أعمال البناء والترميم. وسمح لعائلة واحدة فقط مواصلة العيش في القلعة حتى لا تفقد القلعة لقبها كأقدم قلعة مأهولة بالسكان منذ 300 عام وخططت الحكومة لنقل 50 أسرة للعيش في القلعة فور الانتهاء من أعمال الصيانة.

## التنقيبات الأثرية في قلعة أربيل

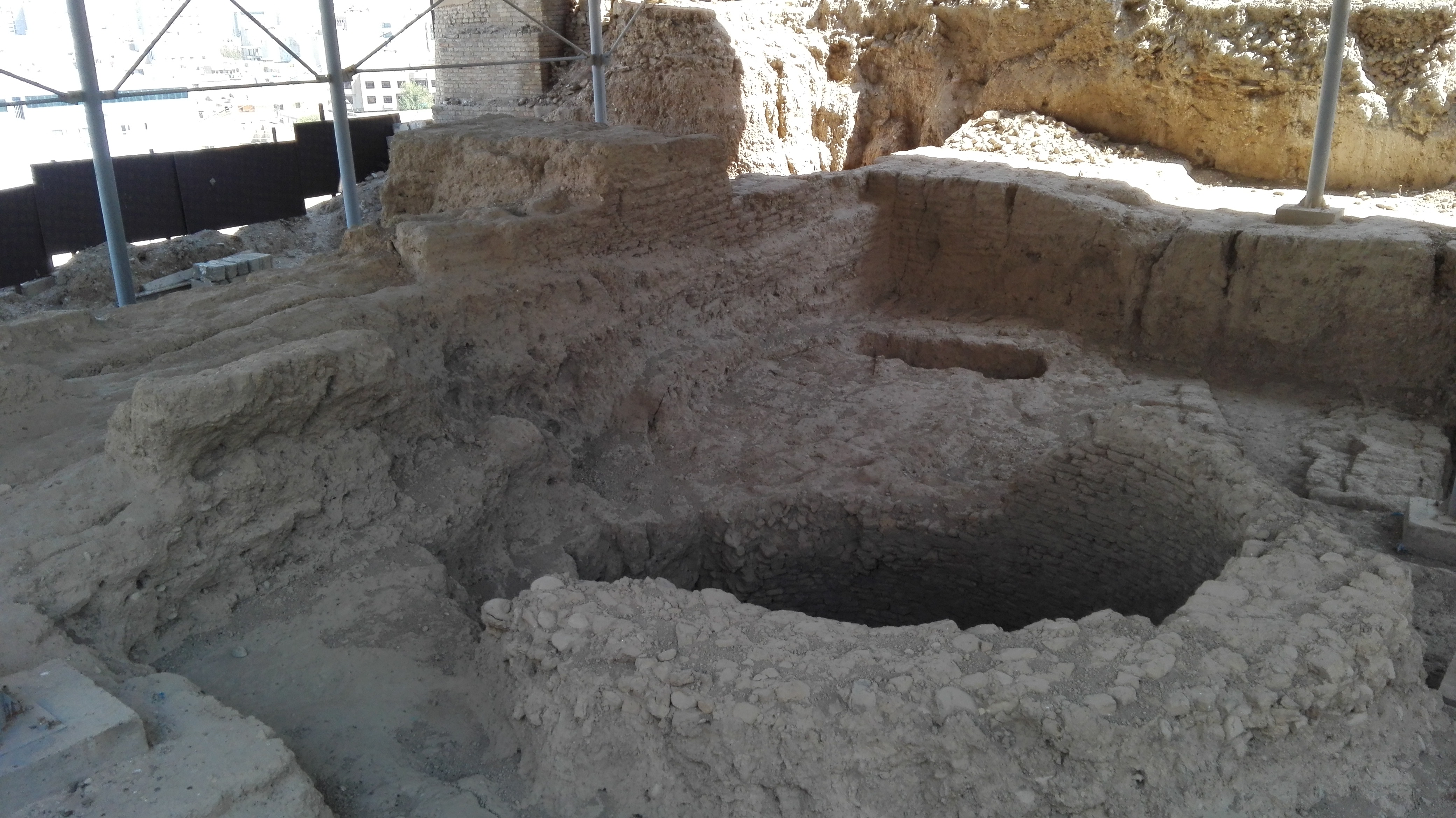
النقطة E

قررت اللجنة العليا لصيانة وتأهيل قلعة أربيل في عام 2012م تحديد سبعة أماكن للتنقيب كالآتي (G،F،E،D،C،B،A)، تمت التنقيبات في اربع مـواسم 2013-2014-2015م برئاسة د. عبد الله خورشيد قادر والعديد من المستشارين الأجانب من بينهم د. جون مكينز من جامعة كامبريدج في بريطانيا. اختارت اللجنة النقطة E لأجراء التنقيب لكونها تقع على اعلى نقطة في
القلعة ( 433,82 م) فوق مستوى سطح البحر ولوقوعها على الحافة الشمالية الغربية من
القلعة ، غرب البوابة الرئيسية(باب احمدي) وقد تم اكتشاف جزء من سور قلعة أربيل .

## أهم الاكتشافات الأثرية في قلعة أربيل
أهم اللقى الأثرية التي تم العثور عليها بعد عملية التنقيب مجموعة كبيرة من الغلايين الفخارية الجميلة المزخرفة , التي كانت مستعملة في القرن 19 - 20 من العصر العثماني واستمر استعمالها في العقود الأولى من القرن العشرين والى جانب الغلايين اكتشفت مجموعة من كسر فخارية تعود لفترات مختلفة في هذا العصر , منها قاعدة جرة خزن صلدة واعناق جرار ومقابض مزخرفة بالحز او بضغط الابهام. كما عثر على فخار يعود للعصر العباسي المتأخر - الأيلخاني المبكر (القرن 13 - 14 م) وتميزت كسرة حملت زخرفتها صور ازهار صغيره متجاورة عرف طرازها في قصور الخلفاء في سامراء(القرن 9م ), كما كشف التنقيب في لب احد الجدران عن كسرة فخارية ذات زخرفة نادرة من عدة حقول , تذكرنا حقولها الهندسية بزخارف نوزي (منتصف القرن الثاني ق.م ) .والى جانب الكسر الفخارية عثر على مسكوكة نحاسية تعود للسلطان مظفرالدين الأتابكي الذي حكم شمال العراق في نهاية العصر العباسي , وقد حمل احد وجهي المسكوكة صورة الأسد ,شعار الأتا بكية والوجه الثاني اسم السلطان.

## سور قلعة اربيل

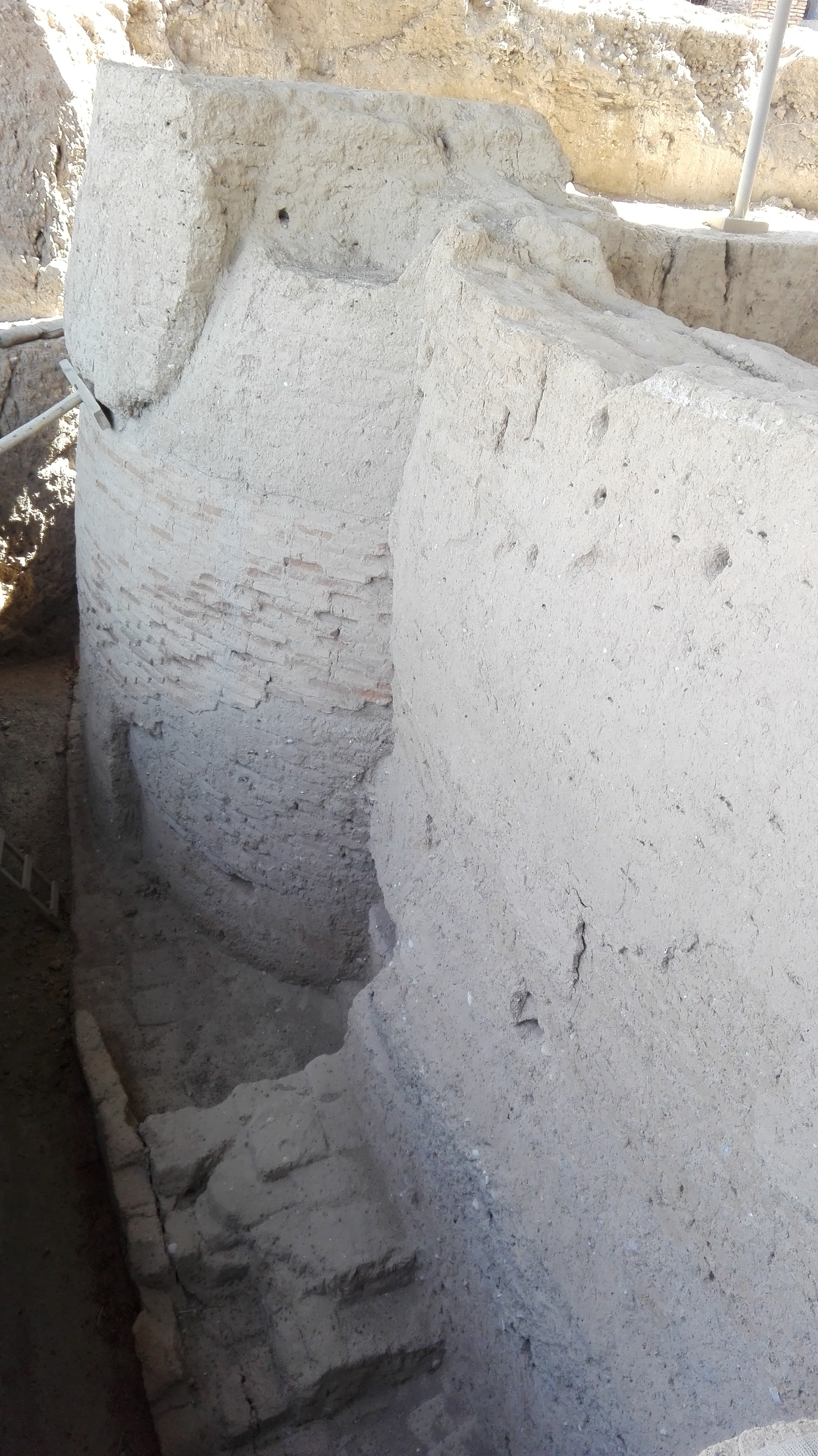
سور قلعة أربيل

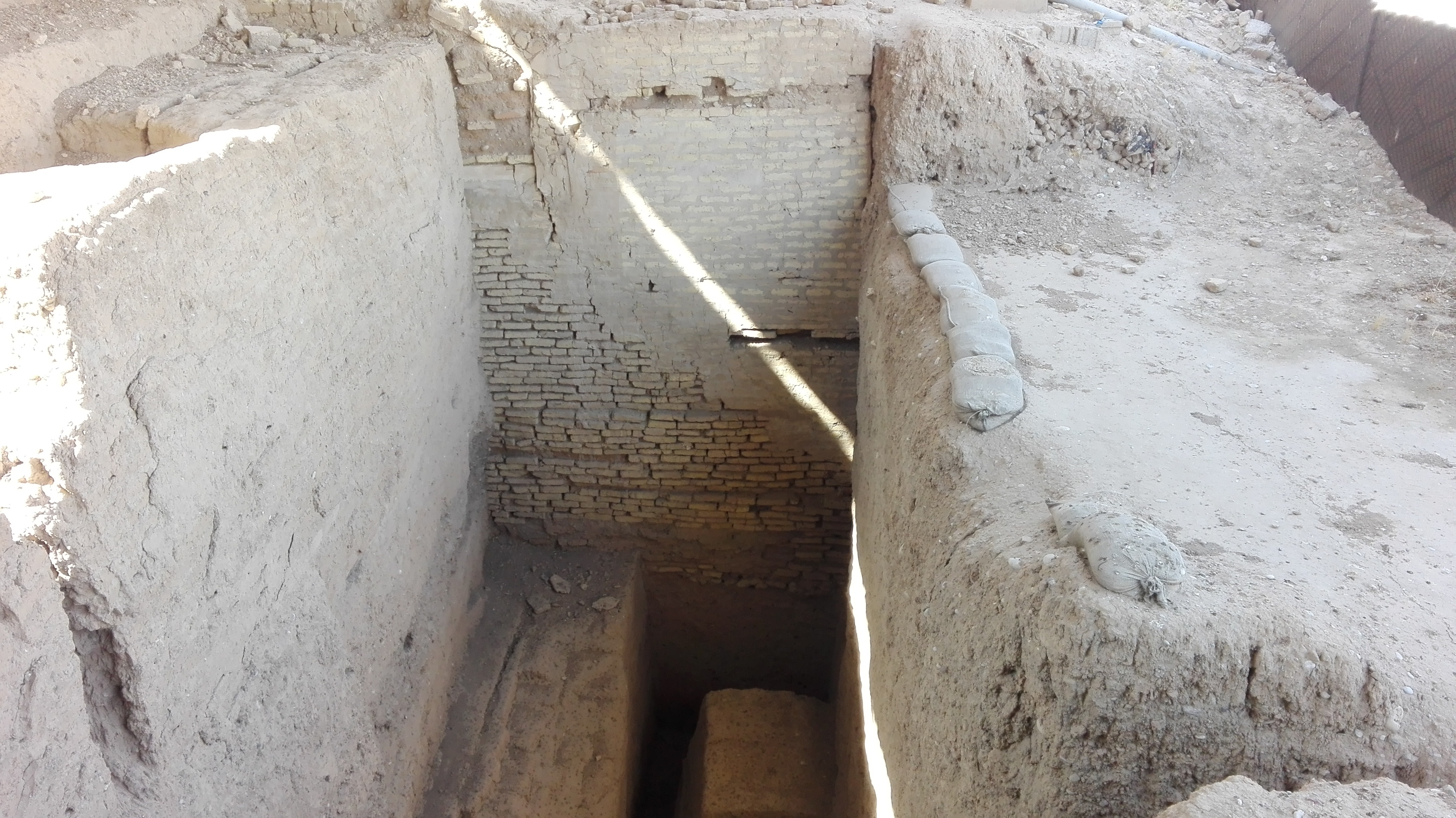
جزء من سور قلعة أربيل

ذكرت لنا الكتابات التاريخية إشارات عابرة عن سور كبير كان يحيط بقلعة أربيل 
، والذي مكن سكان القلعة من الدفاع عنها ضد هجمات الأعداء والغزاة. وقد ذكرت المصادر مقاومة القلعة في العهد العثماني (1534-1917م) لهجمات ملك بلاد فارس نادر شاه في سنة 1732، وذكرت تلك المصادر عودة الشاه الغازي في سنة 1743 مرة أخرى للهجوم على قلعة أربيل وعندما رأى الشاه ان القلعة مصممة على المقاومة أرسل قوة عسكرية مسلحة بالطوب والمدافع، سلط نيرانها على القلعة وظلت تدك أسوارها المنيعة مدة شهرين، فخارت مقاومة المدينة الباسلة في النهاية، واستطاع العدو الغازي دخولها ، وقد ذكرت الكتابات التاريخية ان أغلب أجزاء هذا السور قد تهدم جراء هذا القصف المدفعي، بعد إجراء عمليات التنقيب سنة 2012  تم اكتشاف جزء من سور قلعة أربيل الذي لم يكن ظاهراً للعيان، ولم نكن نعرف عنه الكثير 

## أبواب قلعة أربيل
كانت القلعة مسورة في العهد الأتابكي (1128 -1233م)، ويحيطها خندق عميق لزيادة حصانتها، وكان في هذا السور أكثر من باب، فقد ذكر ابن المستوفي الباب الشرقي والباب الغربي، وكان هناك أيضا باب عمكا (المواجهة لعينكاوا)، كانت هذه الأبواب تغلق ليلا بالبوابات الخشبية العملاقة يقوم بغلقها حراس مكلفون بهذا الشأن وتغلق أثناء الهجمات.
- البوابة الشمالية للقلعة : وهي بوابة ضخمة مقوسة كانت تسمى قديما باب عمكا كان أعظم أبوابها على الحافة الشمالية الذي سد في وقت ما ، وفي سنة 1926 أو 1927 فتح أحمد افندي متصرف أربيل باب في القسم الشمالي من القلعة ولا يستبعد ان يكون في مكان الباب القديم أي باب عمكا سمى بالأحمدية نسبة إليه.[21][26]
- البوابة الغربية للقلعة : كان يقع الباب في محلة طوبخانه بين دور خربة ... وغلق في زمن بعيد جدا وقد اتخذت المسافة الواقعة بين موقع الباب إلى حافة القلعة داراً سكنية و بعد ان تهدمت الدار وجداره الغربي على حافة القلعة فان لجنة تطوير القلعة قد أعاد بناء الجدار على حافة القلعة في هذه السنوات بدون ان تعلم شيئا عن هذا الباب ، لا نعرف سبب غلق هذا الباب فقد كان موجوداً في عهد المؤرخ ابن المستوفي المتوفى سنة 1239م.
- البوابة الجنوبية للقلعة :  كان يمثل برجاً عظيماً للقلعة ، هدم في سنة 1956 خوفا من انهياره ، حل محلها فيما بعد هيكل حديث في سنة 1979 ، قامت الهيئة العليا لإحياء قلعة أربيل بتنفيذ مشروع اعادة انشاء البوابة الكبرى في عام 2015 وهي بوابة ضخمة مقوسة.
- الباب الشرقي للقلعة :  ظاهرة من بعيد ذو باب حديدي في الماضي كان الباب يقع بمسافة 18م عن يمين داربيربال اغا حيث ينزل من هناك طريق إلى أسفل القلعة حيث كان الناس يظنون ان ذلك الطريق قد فتح في القلعة في أواخر العهد العثماني لم يعلم أحد ان ذلك الطريق ينحدر من الباب الشرقي الذي كان موجودا قبل تسعة قرون أو في عهود ما قبل الإسلام .

القلعة الآن فيها ثلاثة أبواب هي الباب الكبيرالجنوبي ، والباب الشمالي ( الأحمدي ) ، والباب الشرقي.

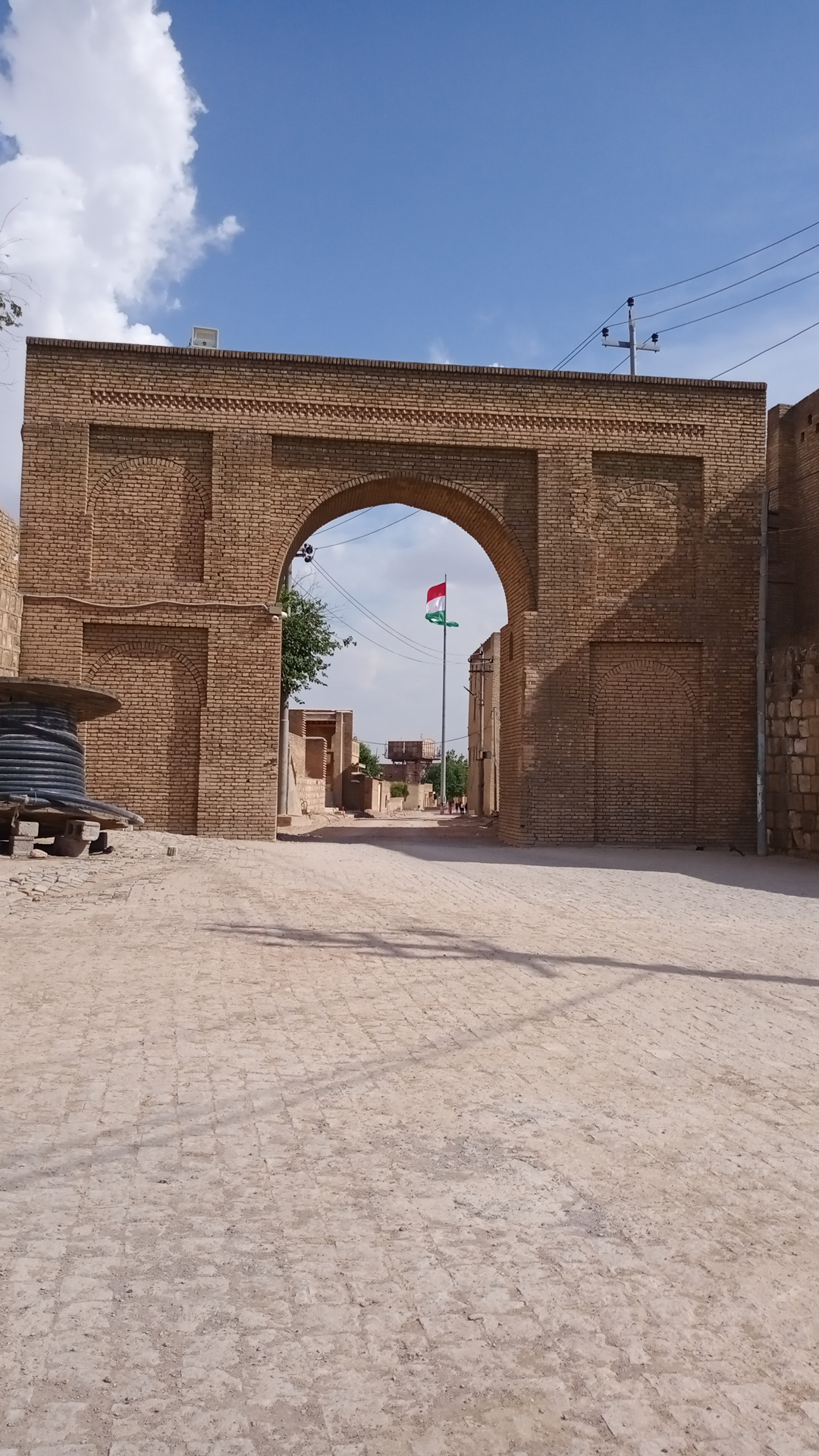
الباب الشمالي ( الأحمدي )
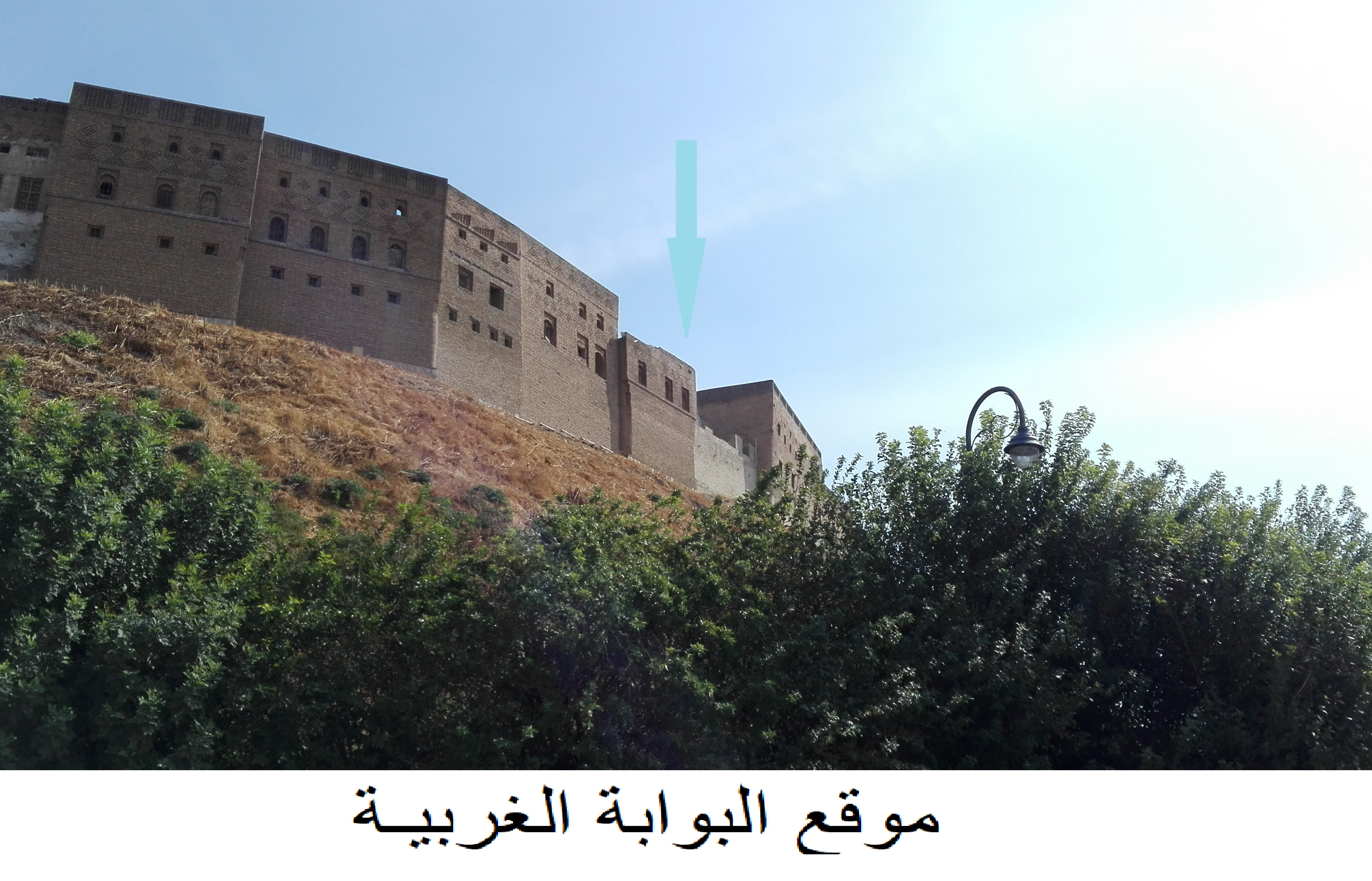
موقع البوابة الغربية
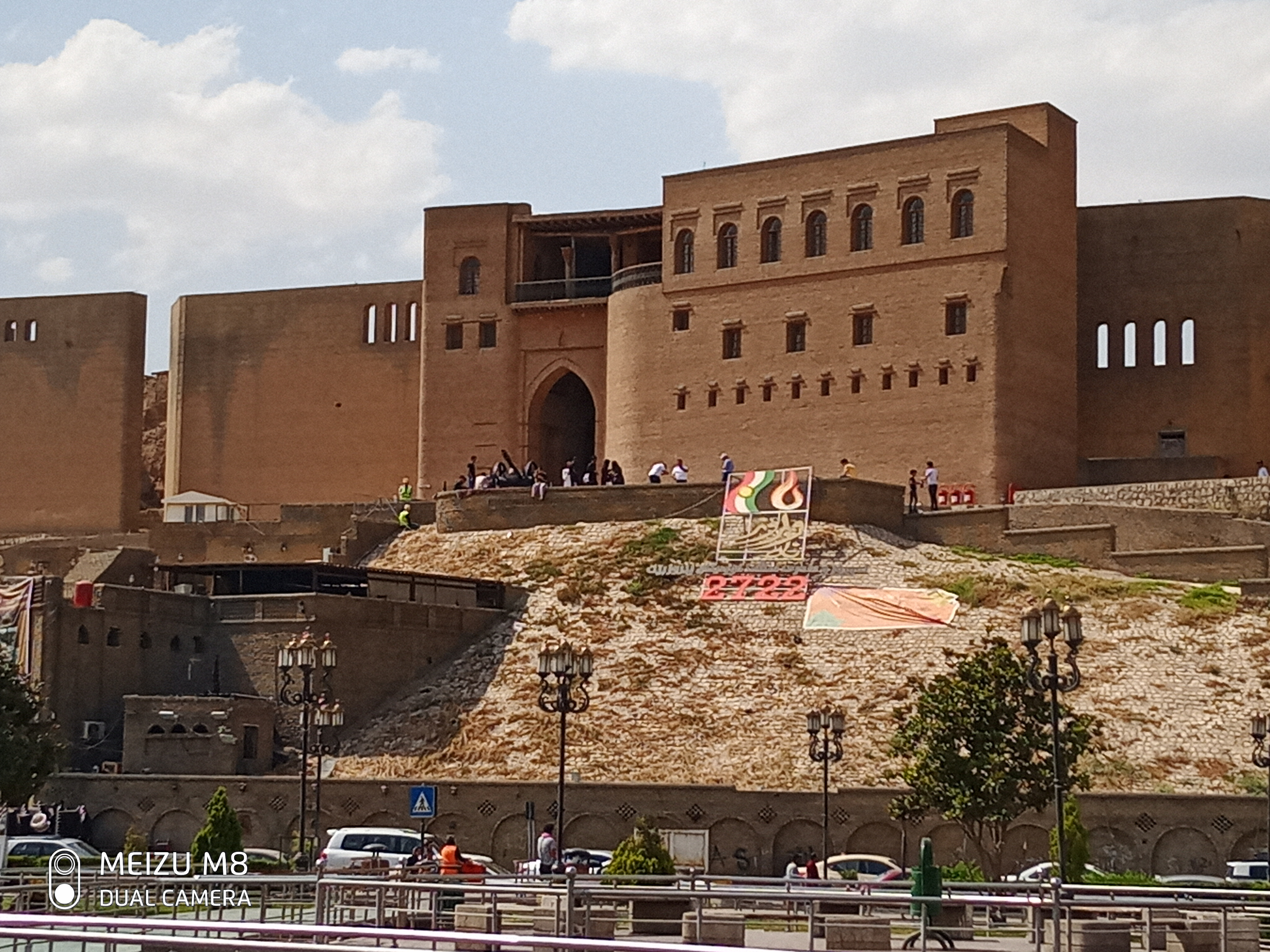
البوابة الجنوبية
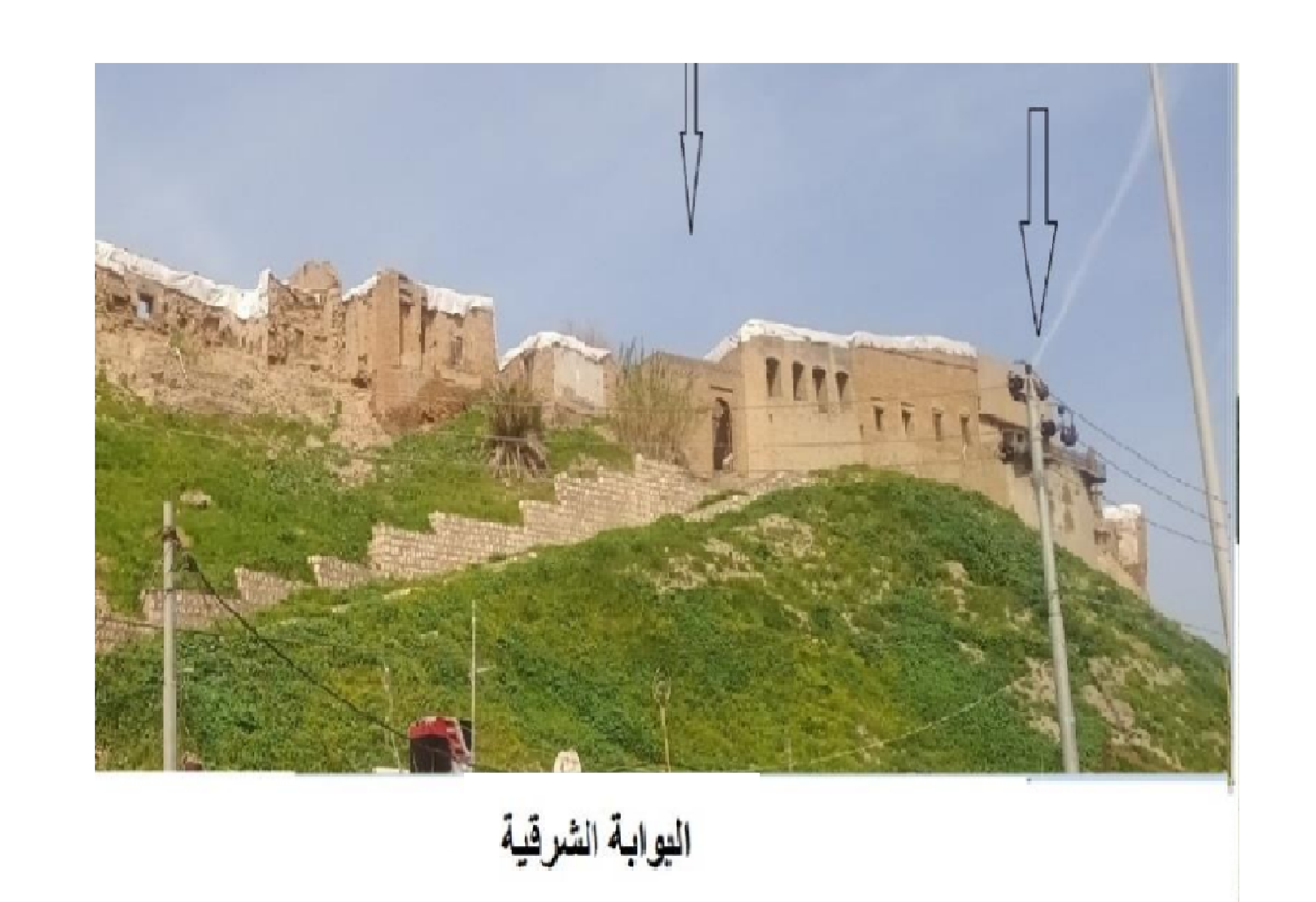
موقع الباب الشرقي

## المباني العامة
تضم القلعة عدد من المباني العامة كان لها تأثير كبير ودور رئيسي في الحياة الاجتماعية للقاطنين في القلعة، وتشمل هذه المباني:
المساجد:
تظهر السجلات التاريخية بأن هنالك العديد من المساجد التاريخية في القلعة، مثل المسجد الكبير للقلعة والمعروف باسم مسجد الملا فندي الذي ما يزال حتى يومنا قائما کمسجد الجمعة الرئيسي، وقد يكون هذا المسجد قد بني على مسجد سابق في عام 1720. بالإضافة إلى مسجد الشيخاني والمعروف باسم مسجد ملا إبراهيم الدوغرامجي المبني سنة 1920.
حمام القلعة:
يقع شرق قلعة أربيل وإلى الغرب من جامع القلعة، يعود تاريخه إلى العصر العثماني ولكن لا يمكن تحديد تاريخه بشكل دقيق، إلا أنه قد تم تجديده في القرن السابع عشر الميلادي. إن التخطيط العام لهذا الحمام هو على شكل مستطيل غير منتظم الأبعاد ويتكون من جزئين رئيسيين الجزء الشمالي مستطيل الشكل ويتكون من المنزع أو المشلح وهي مخصصة لجلوس المستحمين. تشتمل على ثلاثة أحواض للاستحمام. وتطل على هذا الجزء ثمانية نوافذ صغيرة مستطيلة لإيصال الضوء إلى داخل القاعة، وتطل على هذه القاعة ثمانية عقود صماء مدببة، وتغطي القاعة قبة نصف كروية عالية نسبياً ويكتنف أعلى منتصف القبة فتحات صغيرة ويتفرع من مكان الجلوس عدد من الفروع تربط أجزاء الحمام ببعضها البعض، يقع المدخل الرئيسي في الجهة الجنوبية من المبنى، وقد قامت عائلة رشاد المفتي بإجراء إضافات عليه لذلك تغير شكله بعد الترمیم، تقع قاعة الاستقبال في الجزء الجنوبي وشكلها ثماني أضلاع أيضاً، ويوجد وسط هذه القاعة أحواض مثمنة الشكل. ويعتبر حمام القلعة أول وأقدم حمام عام في أربيل وهو مبني على الطراز العثماني.
الديواخانات: أو ما يعرف بدور الضيافة واعتادت العوائل الثرية وعوائل النبلاء في القلعة على امتلاك الديواخانات الخاصة بها في القلعة كأماكن للتجمع والتفاعل الاجتماعي والثقافي وابداء كرم الضيافة. من أشهرها دیواخانة يعقوب آغا، رشيد آغا، علي باشا الدوغرمجي، عبد الله باشا النقيب ومحمد کریم آغا.
التكيات: كان في القلعة تكايا تعمل على توفير أماكن للالتقاء وممارسة الطقوس الدينية، الأقدم منها كانت تعود إلى الشيخ شريف وأخرى كانت تعود إلى حجي ملا خضر التلعفري، كلا التكيتان كانتا تعود إلى «التكية القادرية» وكانت تمارس طقوسها يومي الإثنين والجمعة.

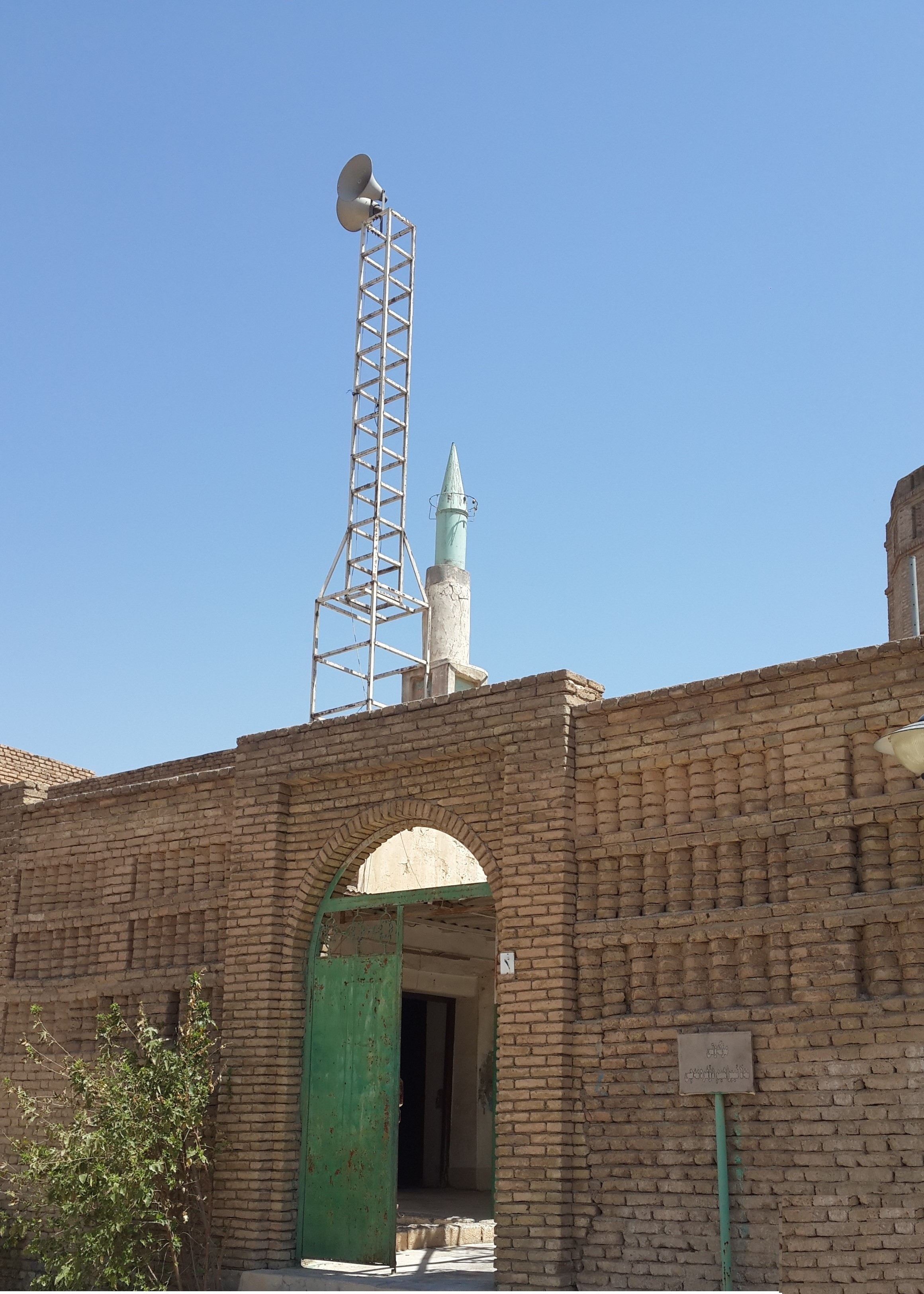
مسجد ملا إبراهيم الدوغرامجي
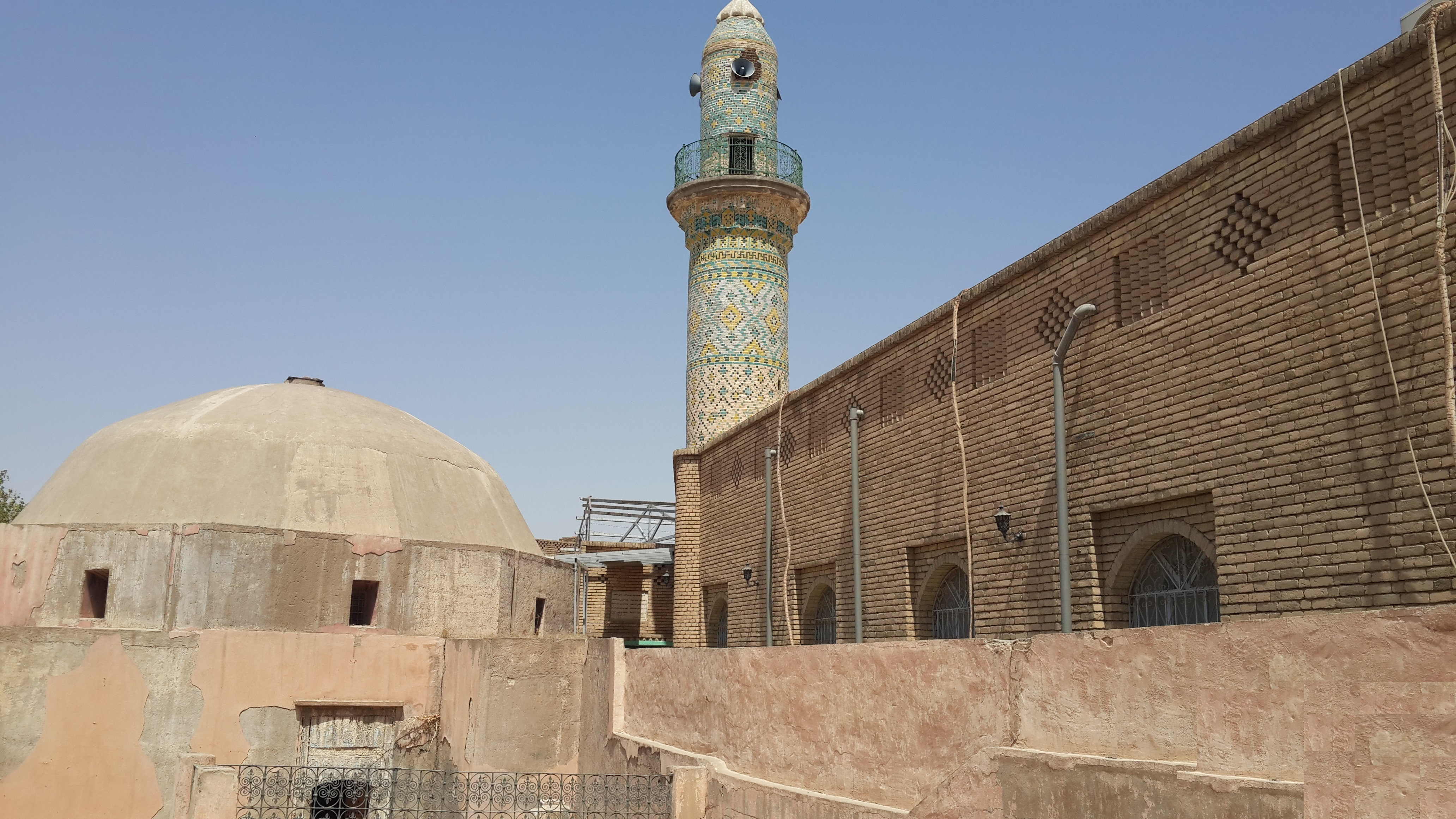
حمام قلعة أربيل

## أضـرحـة ومـزارات القلعة
في القلعـة عـدد من الاضرحة والقبور لا يعرف عنها شيء غير اسمائها ومنها : ضريح الشيخ ابراهيم الكيلاني في محلة ( التكية ) وضريح الامام عبد القادر في محلة ( الطوبخانة ) وقبر حبيب النجار في محلة التكيـة و ( قرقلر ) ، وهناك قبر ( صوفي قوجه ) أو چله خانة، ويقع القبر في بيت صغير في محلة السراي . وقبر الشيخ عبدالقادر في دار عبدالله نالبند في محلة السـراي ، وقبر أخـر يقع في سـرداب ديواخـانـة عبد الرزاق اغا العزيري . ويبدو ان هذه القبور تعود لمتصوفة كبـار دفنوا في زواياهم او تكاياهم بعد موتهم.

## متاحف قلعة أربيل
يوجد داخل قلعة أربيل العديد من المراكز والمتاحف وهي: متحف المنسوجات الكردية (أربيل) ومتحف الأحجار الكریمة في قلعة أربيل ومتحف القلعة (أربيل) و متحف الملابس الكوردیة الذي افتتح من قبل اتحاد نساء كوردستان في عام 2015 والذي یضم (نماذج مجسمة) ترتدي تصامیم مختلفة من الأزیاء الكوردیة التقلیدیة للأجزاء الاربعة من كوردستان.ترجع المودیلات للقرنین 19 و 20 المیلادي خيطت الملابس وفق النماذج الظاھرة في الصور المرفقة التي حصل عليها من كتب قديمة بل نادرة جداً.
الھدف من افتتاح ھذا المتحف ھو تعریف الجیل الجدید على ھذه الأزیاء التي تتجه نحو الزوال والحفاظ على النماذج المختلفة من الأزیاء التقلیدیة الكوردیة وإحیاء التراث الكردي.
وفي القلعة يوجد بجانب هذه المتاحف معرضا للنماذج المصغرة للأزياء الكوردستانية يوجد في المعرض نماذج مصغرة تبين للزائر الأشكال المختلفة للزي في مناطق مختلفة من كردستان وطبيعة الحياة اليومية للمرأة الكردية من الرعي وصنع الخبزو الغزل والنسيج والزراعة والغناء.
تعد صناعة السجاد الیدوي من الصناعات القدیمة في إقلیم كوردستان التي كانت تنافس أشھر أنواع السجاد في العالم والأنامل الساحرة التي حاكت ھذه القطع كانت أیادي قرویات كردیات اللواتي كن ینسجن السجاد باعتباره مصدر الدخل الوحید لھم. لأن الجیل الجدید لا یعرف قیمة ھذه الصناعة المحلیة ولا یوجد من یھتم بالسجاد الكردي وهي مھنة تراثیة مھددة بالاندثار جراء قلة الأیدي العاملة والتوجه المحلي نحو شراء السجاد الآلي. ولأجل المحافظة على ھذه الحرفة ومحاولة لإحیاء فن النسیج الكردي وتطویره، قررت مدیریة مراكز السجاد الیدوي في أربیل افتتاح مركز السجاد الیدوي في قلعة أربيل عام 2014.
والسجاد الموجود في ھذا المركز بمختلف قیاساته ونقوشة وألوانه صنع من الصوف والحریر ويحمل صور أھم الشخصیات السیاسیة والفنیة والشعراء والأدباء، وجودة السجاد الكردي تعود إلى نوعیة الصوف المستخدم فیه وطریقة صناعته. والسجاد یصنع في مراكز مختلفة منھا حریر، رواندز، كویسنجق، بحركة، كسنزان. كما يوجد داخل قلعة أربیل أنتيك خانة تضم الكثير من التحف والانتيكات القديمة والنادرة.

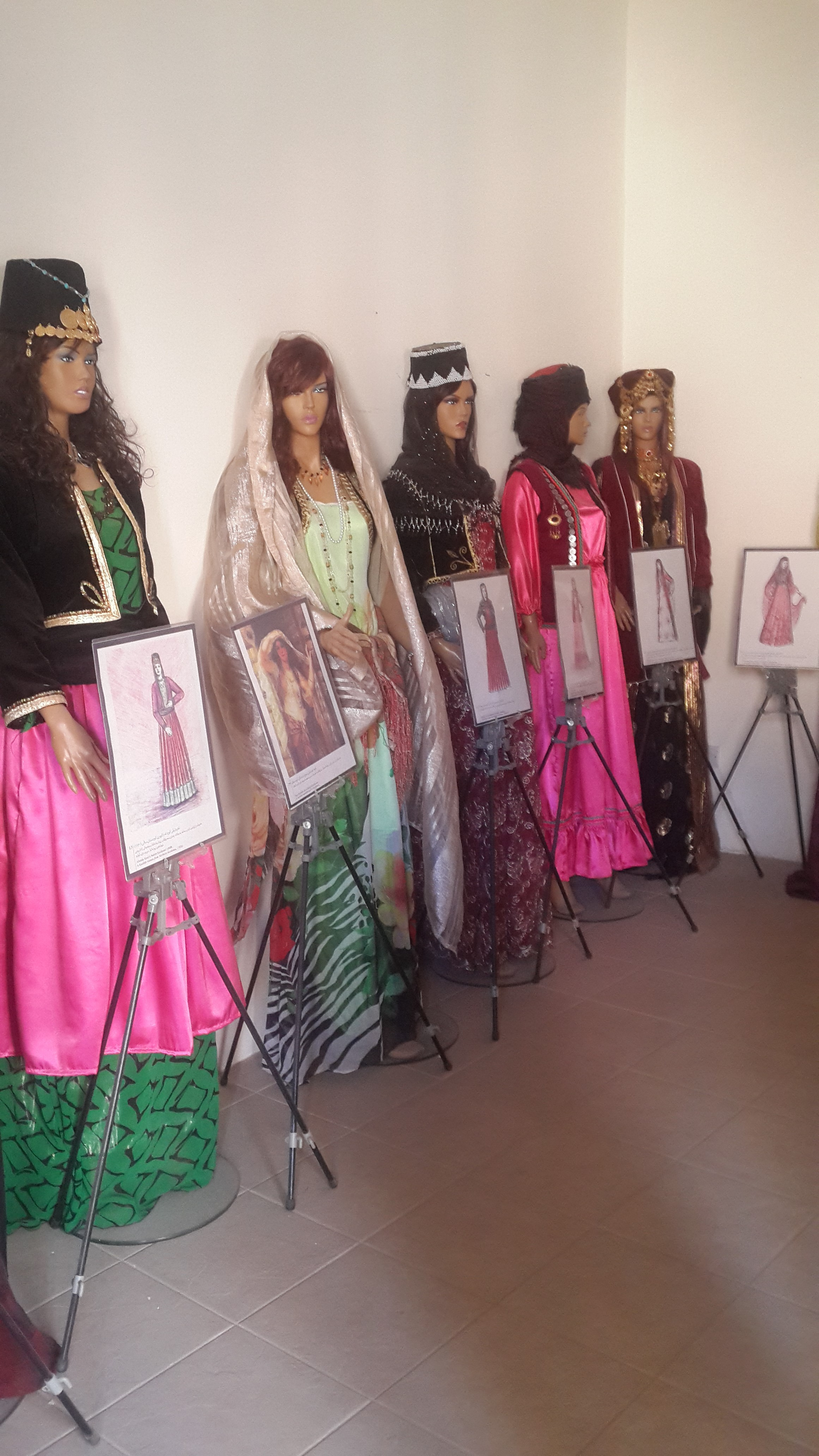
متحف الملابس الكوردیة

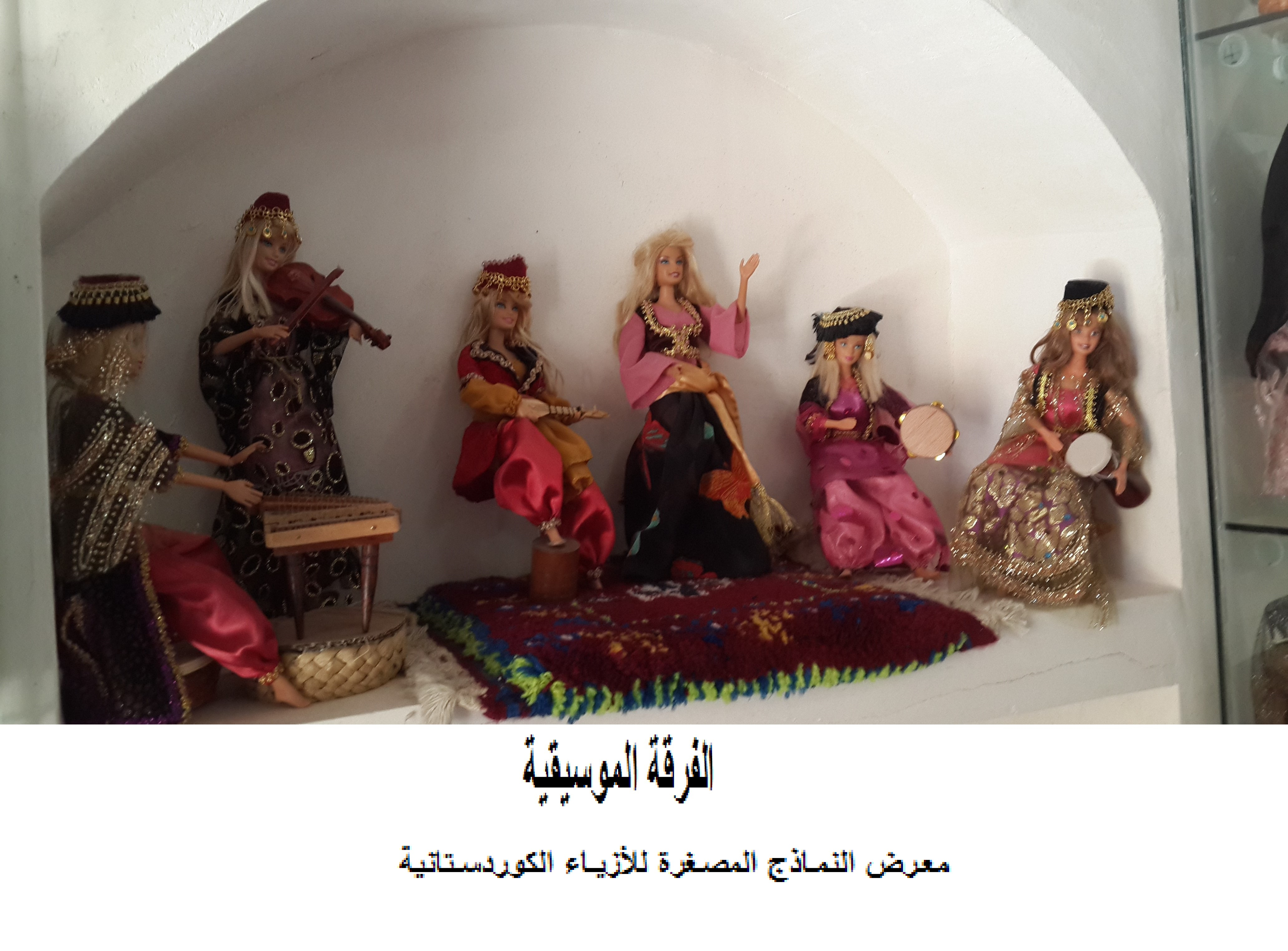
معرض للنماذج المصغرة للأزياء الكوردستانية

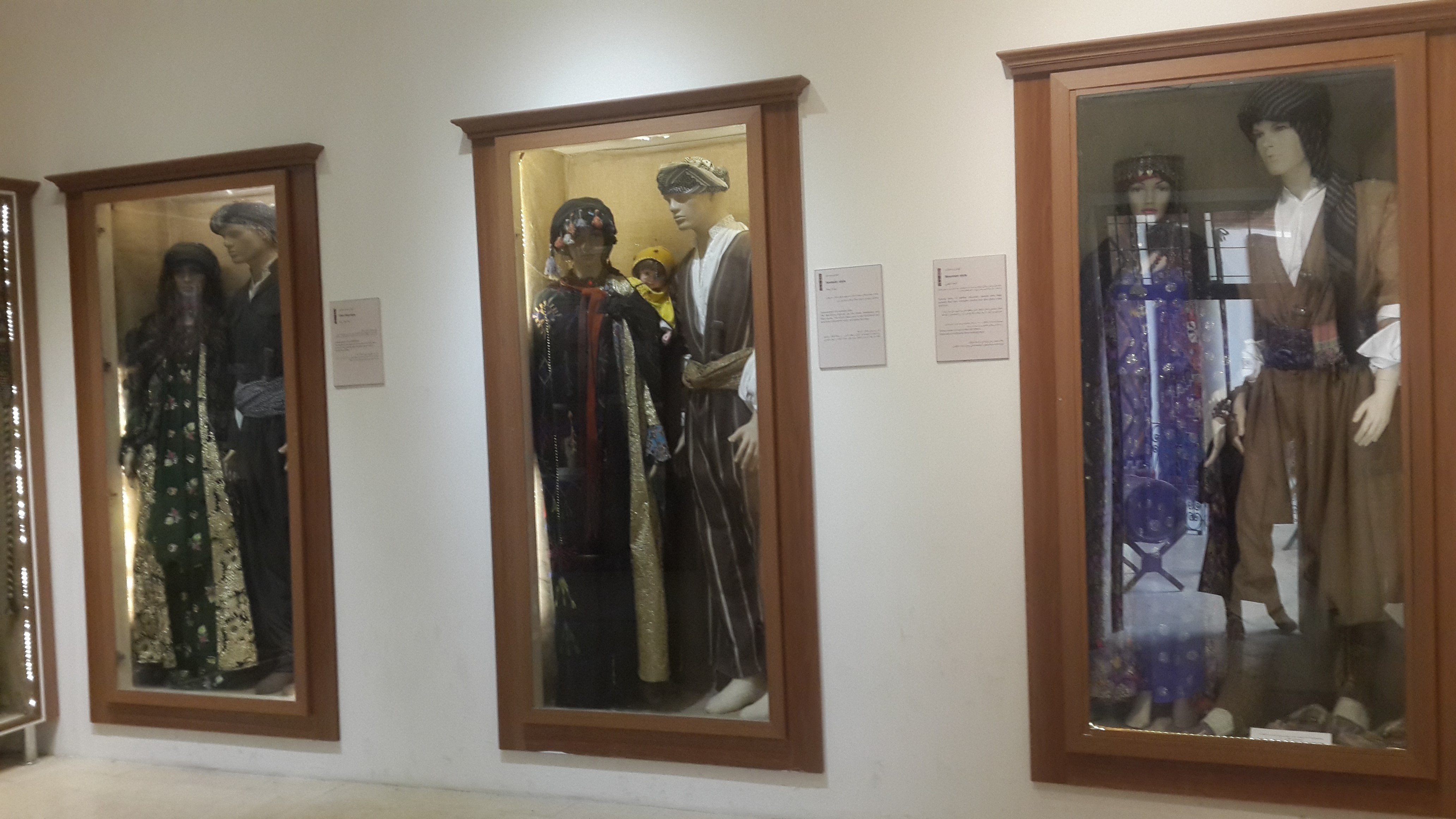
متحف الغزل والنسيج

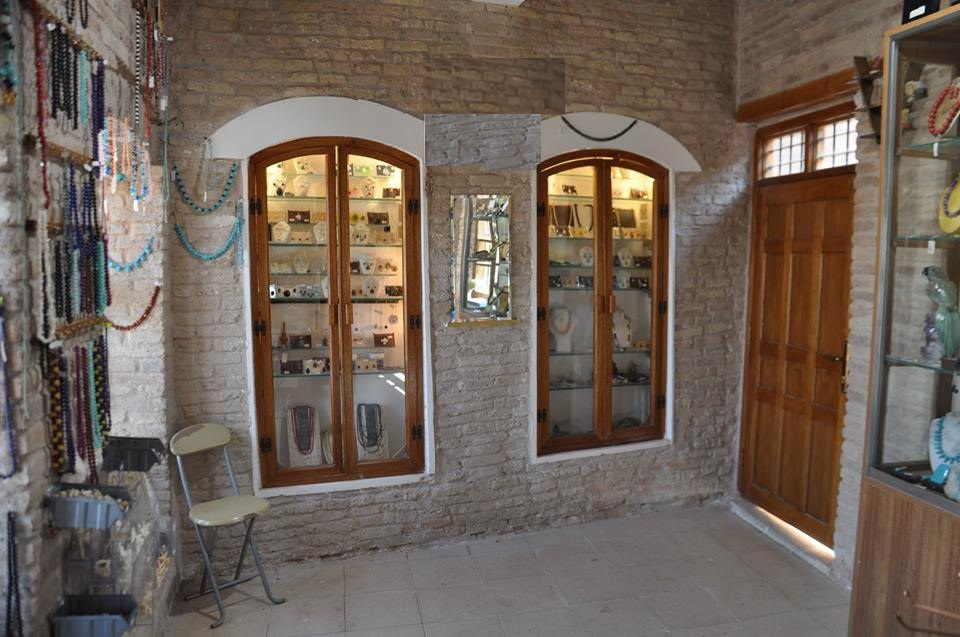
متحف الأحجار الكريمة

## موقع تراث عالمي

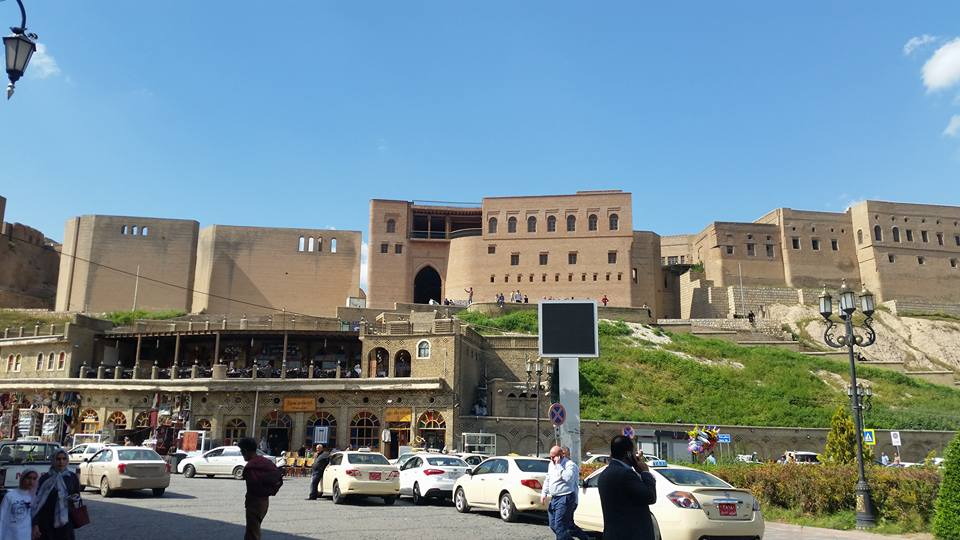
مدخل قلعة أربيل (منظر أمامي)

في اجتماعها السنوي الذي عقدته في الدوحة قطر، صادقت لجنة التراث العالمي التابعة لمنظمة يونسكو في 21 حزيران (يونيو) 2014 على إدراج قلعة إربيل موقع تراث عالمي.

## معرض صور

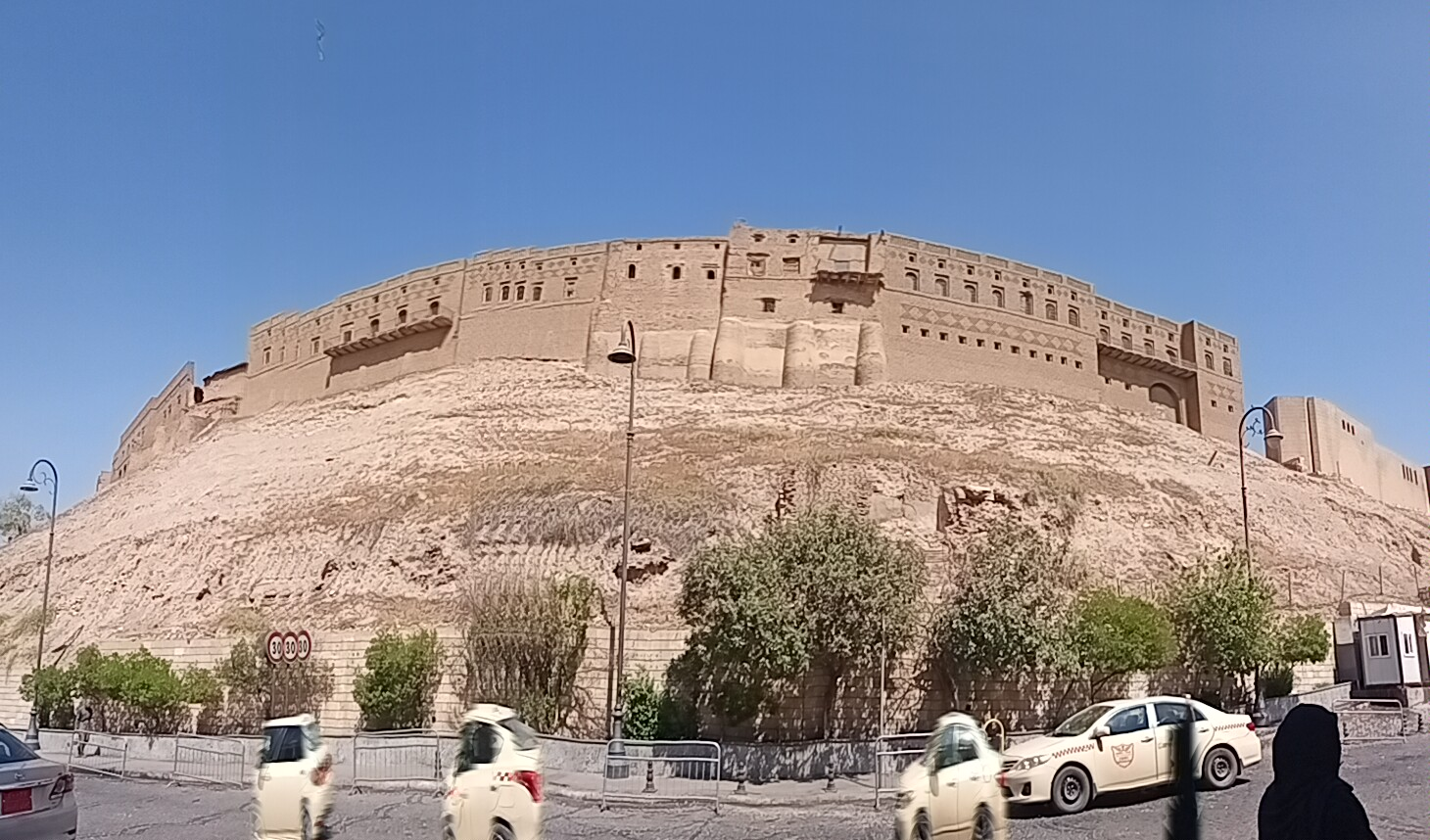
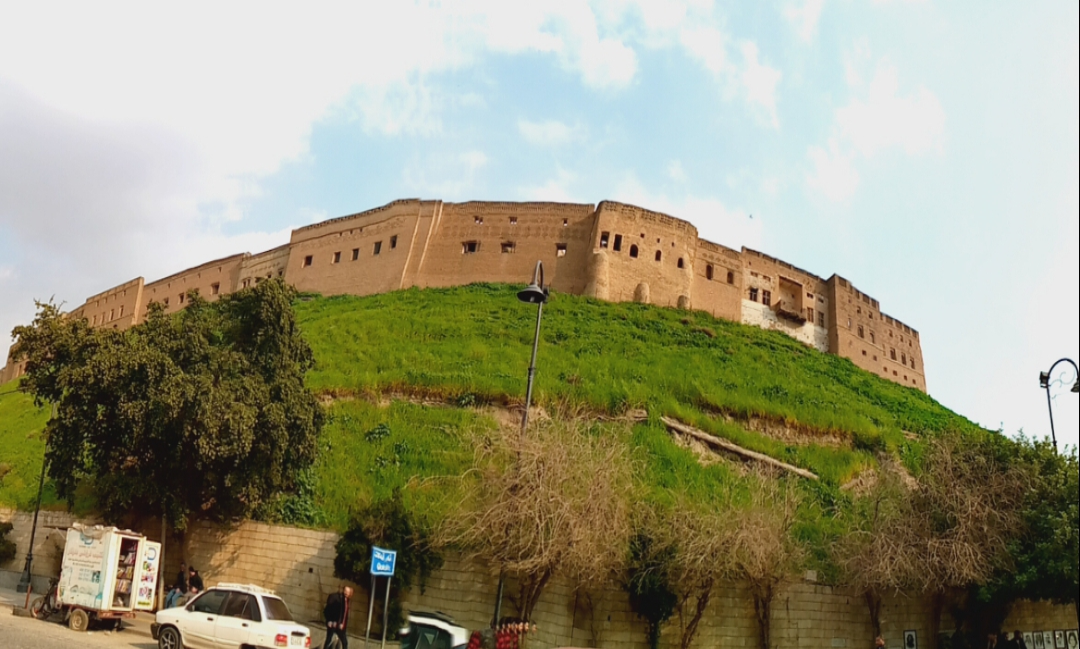
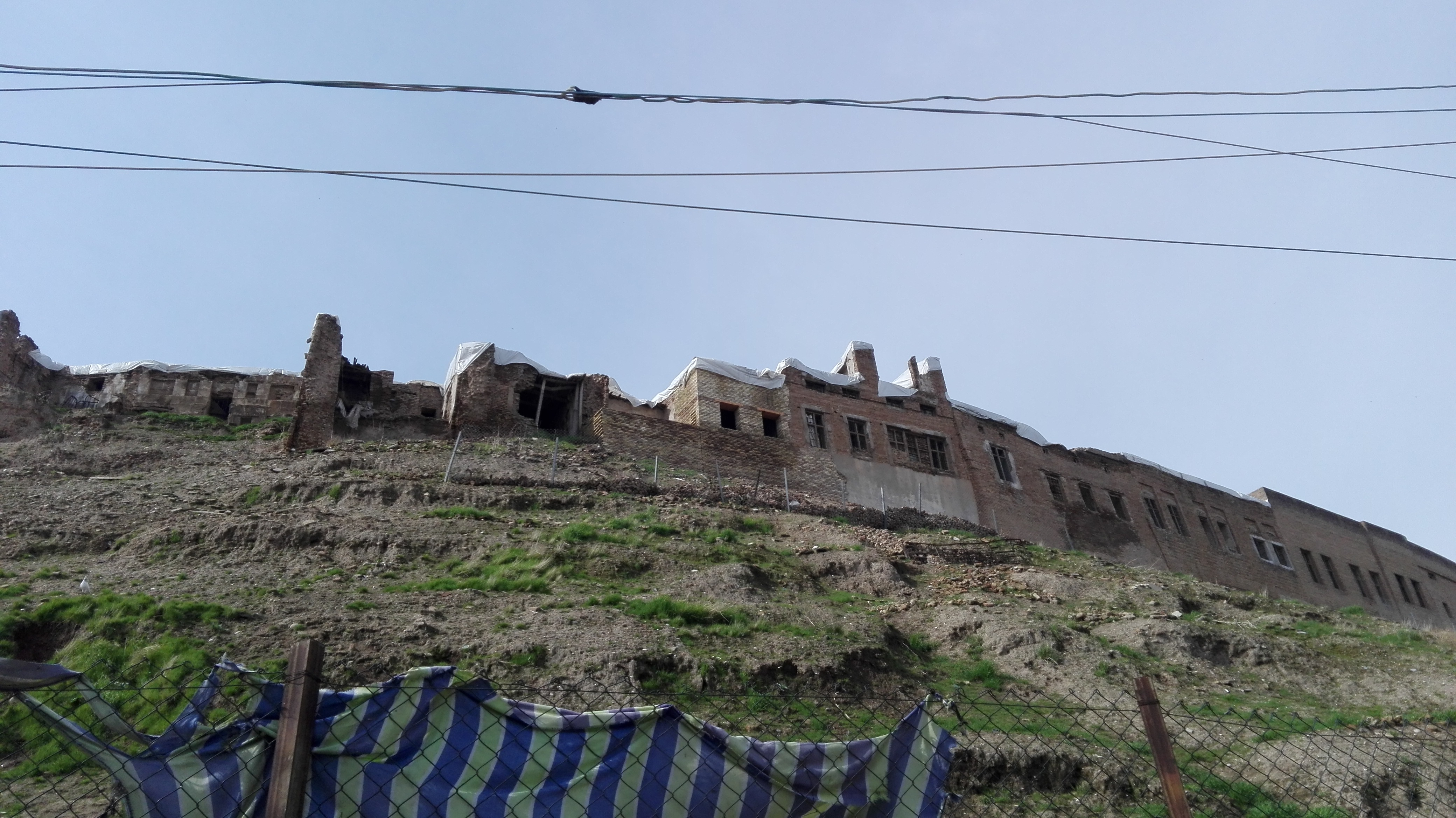
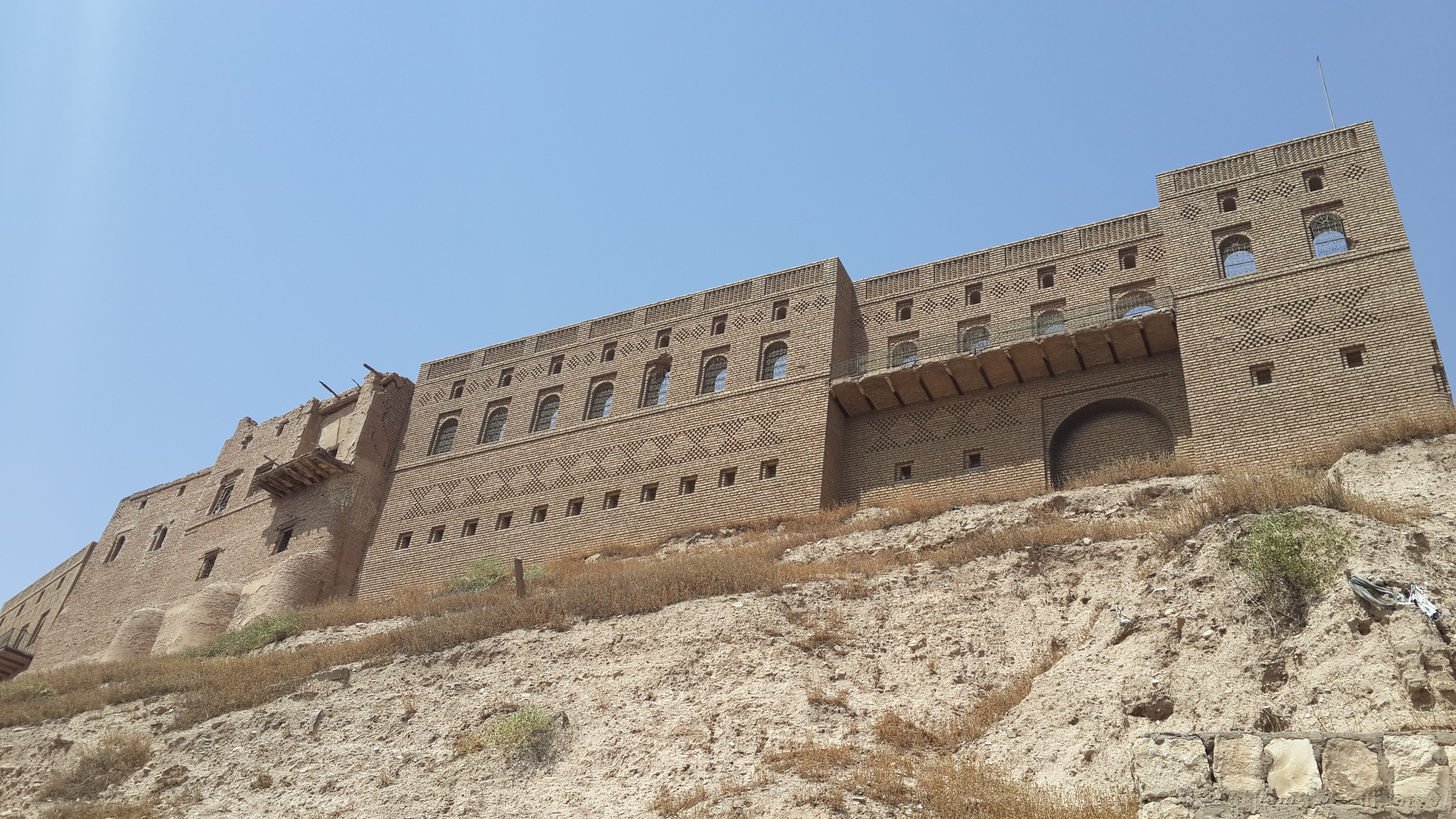
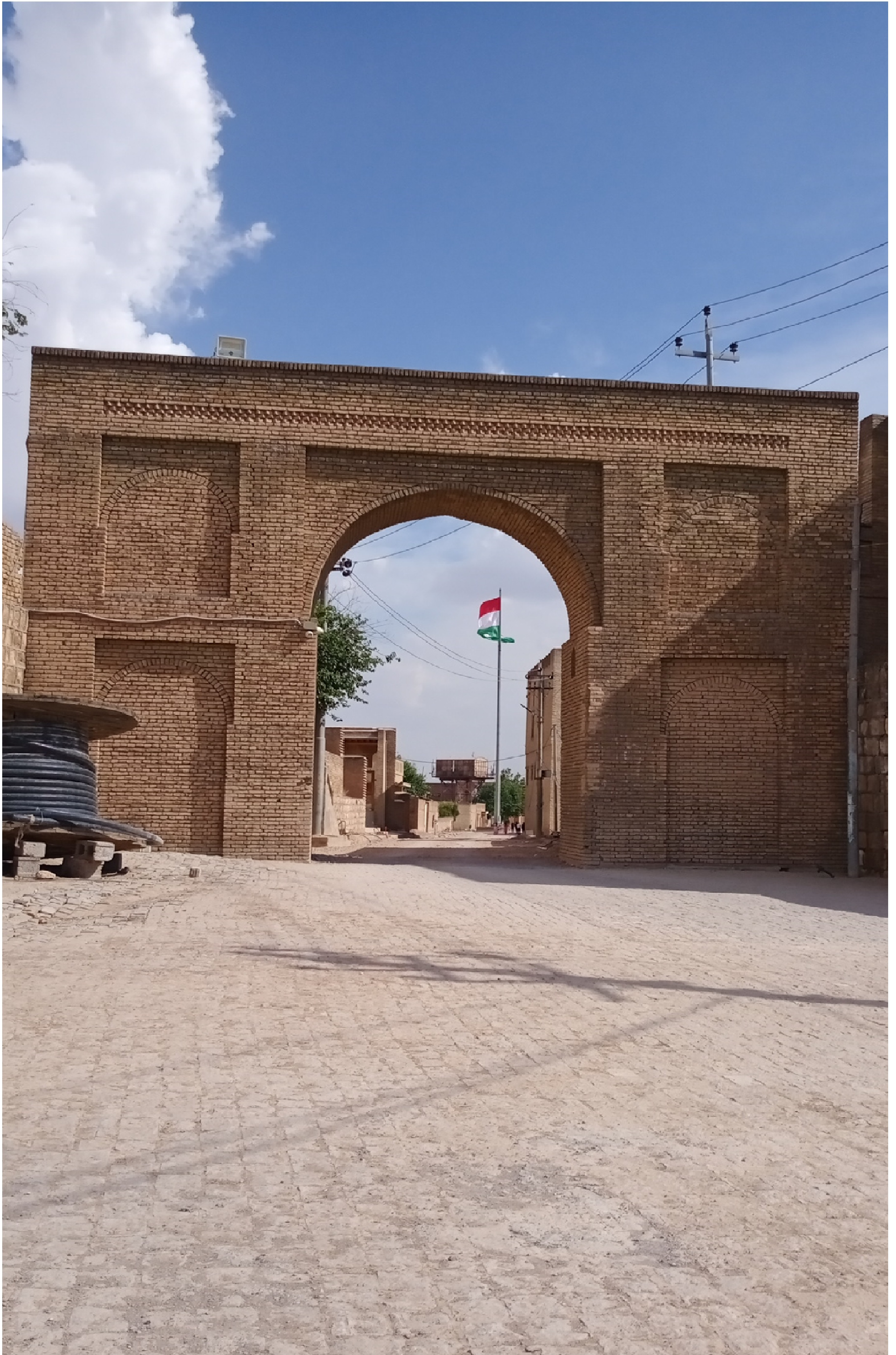
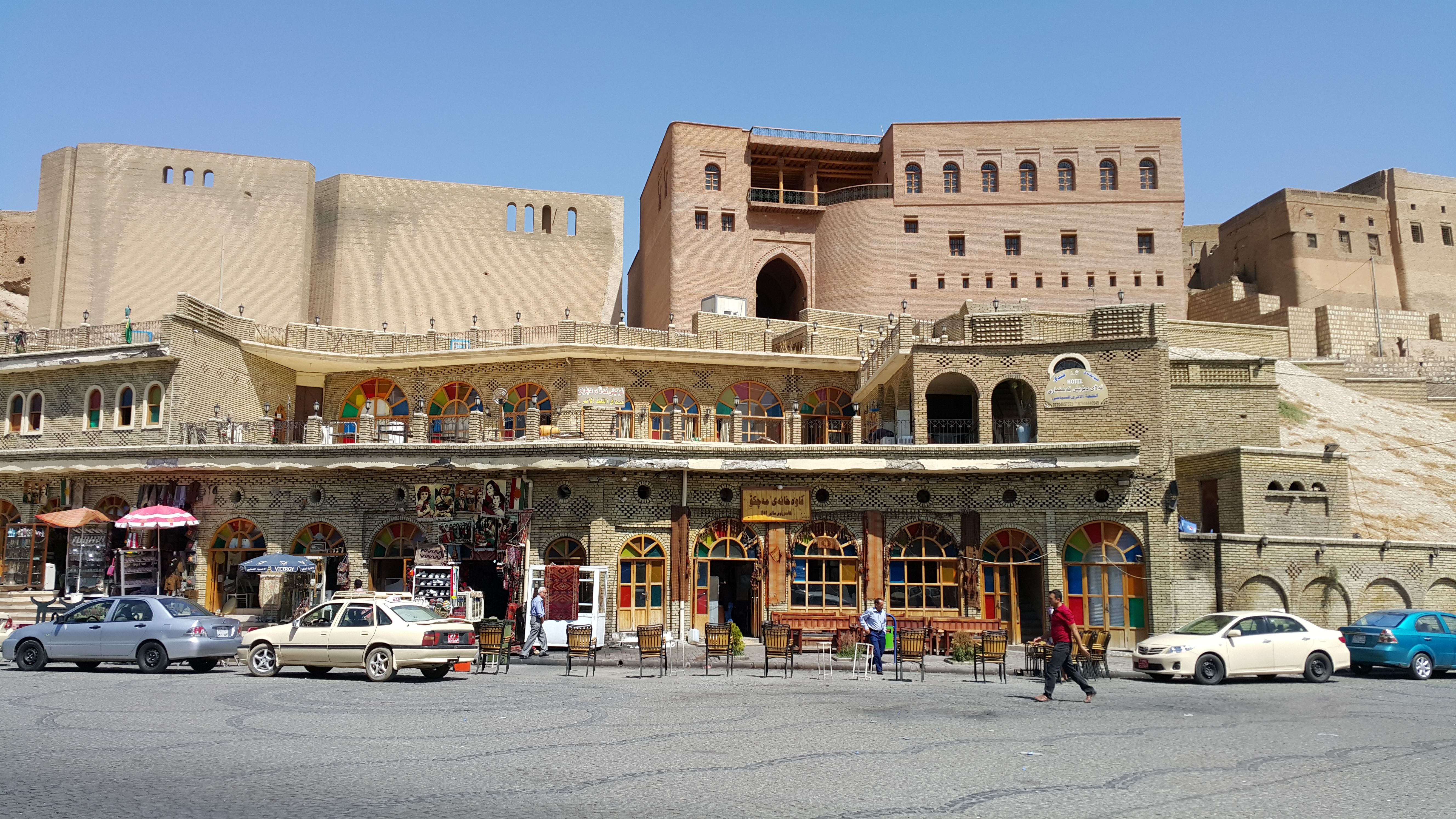
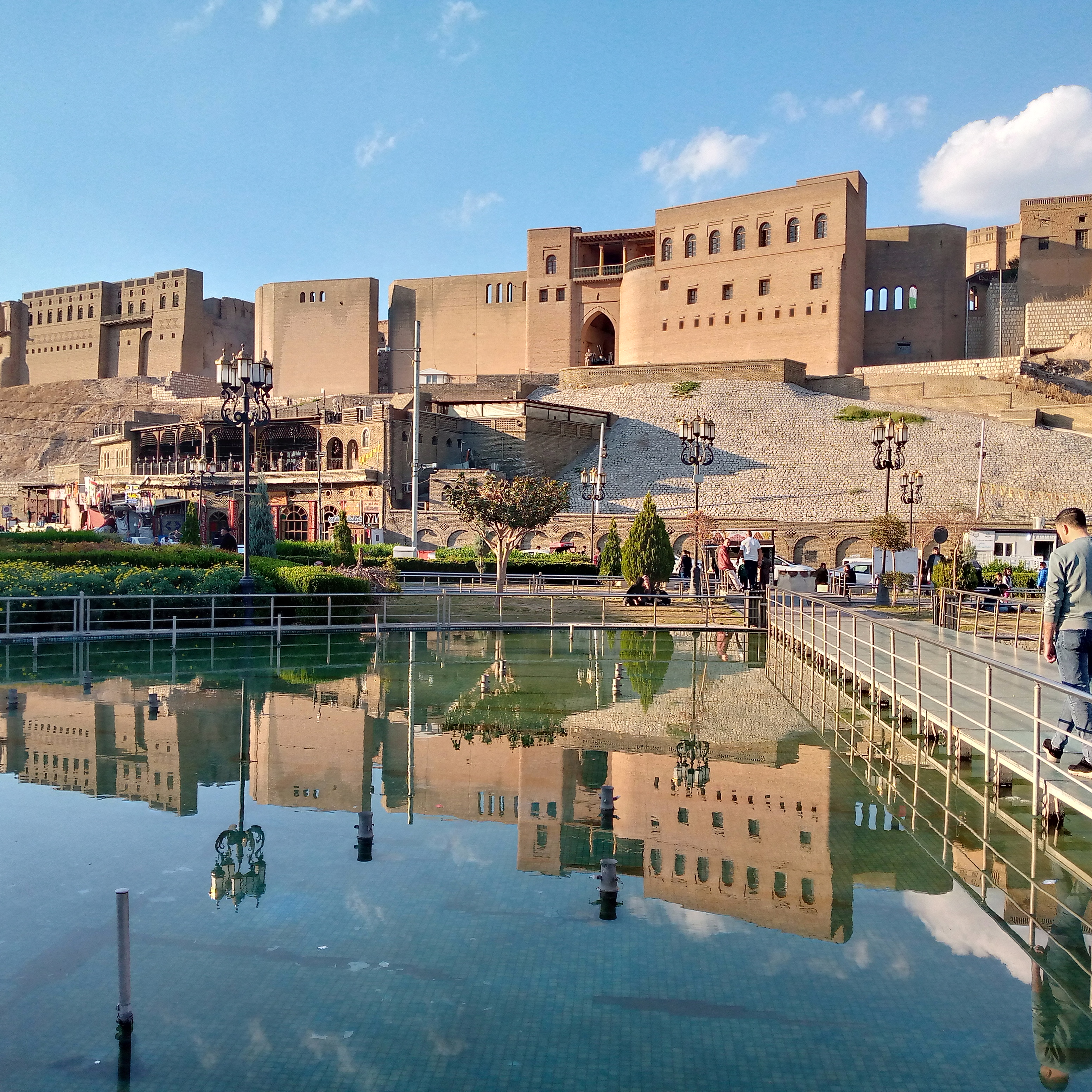
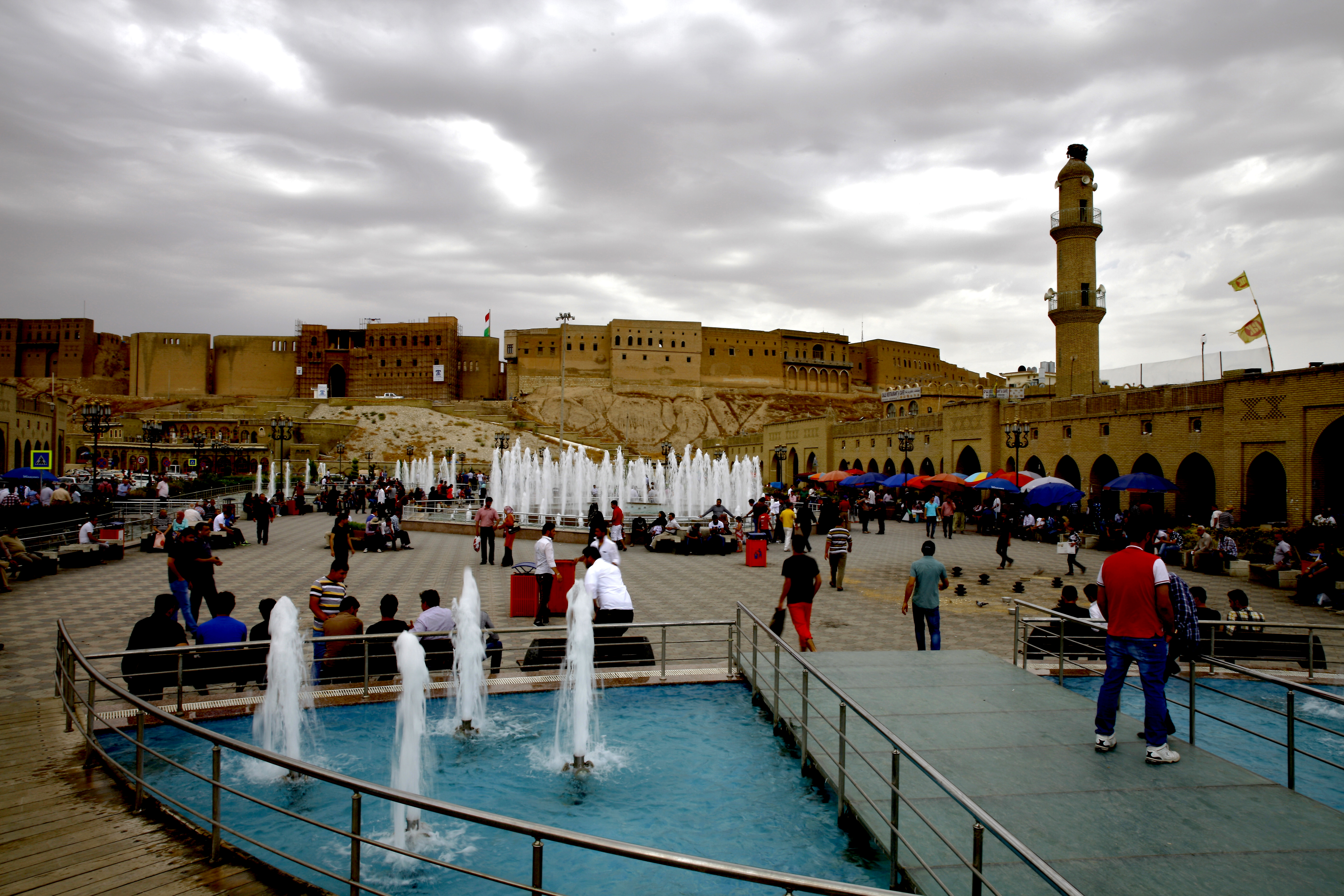
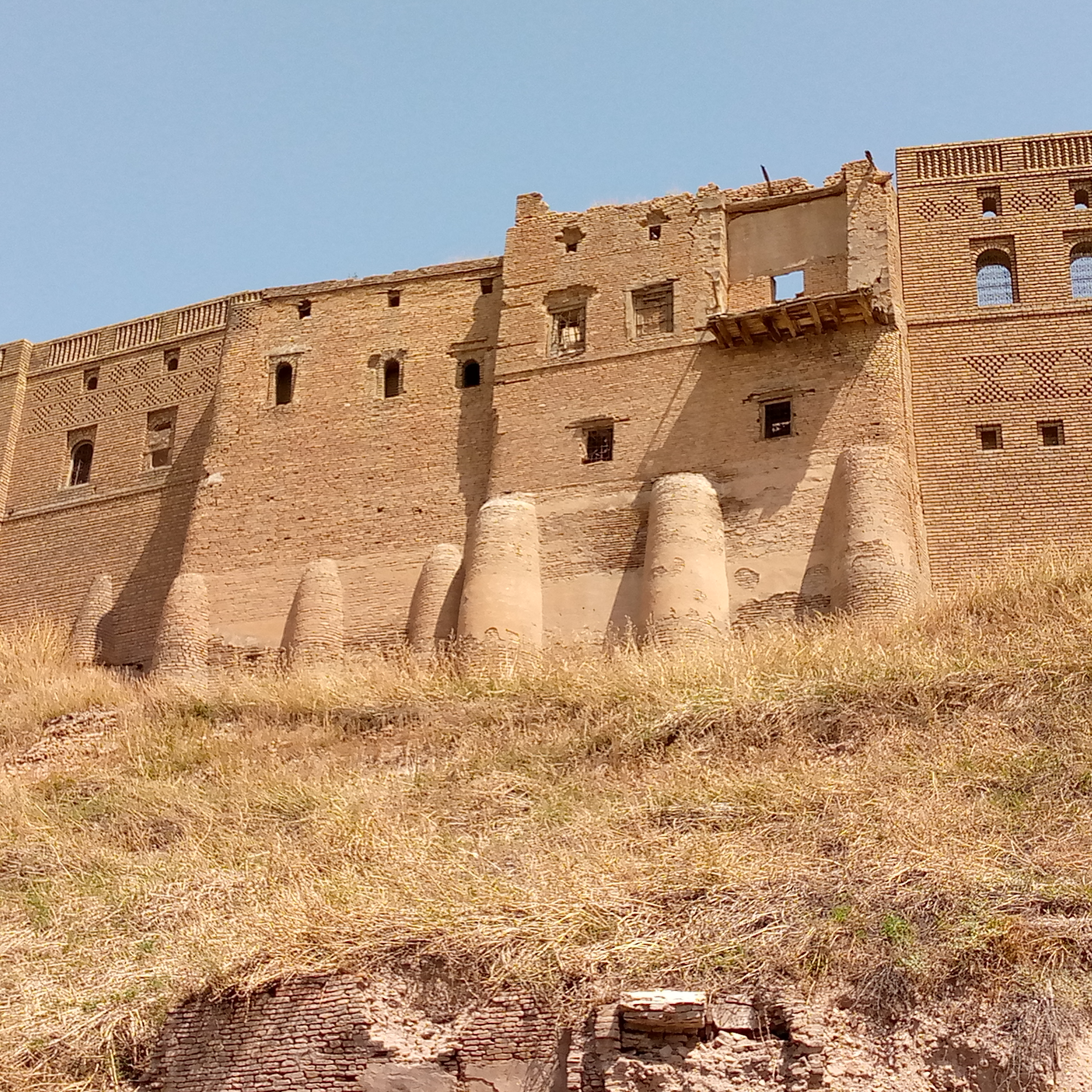

## وصلات خارجية
```
https://sotkurdistan.net/2020/05/15/قلعة-أربيل-وسورها-المفقود-جيهان-شيركو
```

https://www.academia.edu/119028755/Pictures_of_houses_in_the_vicinity_of_Erbil_Citadel